# أبراهام لينكون
أبراهام لينكولن /ˈeɪbrəhæm ˈlɪŋkən/  (بالإنجليزية: Abraham Lincoln) (12 فبراير 1809 – 15 أبريل 1865) هو محامي خاص وسياسي أمريكي شغل منصب الرئيس السادس عشر للولايات المتحدة في الفترة من عام 1861 وحتى اغتياله في عام 1865. بالرغم من قصر الفترة الرئاسية للرئيس لينكون إلا أنه استطاع قيادة الولايات المتحدة بنجاح حتى تمت إعادة الولايات التي انفصلت عن الاتحاد بقوة السلاح، والقضاء على الحرب الأهلية الأمريكية، كما لعب دورًا رئيسيًا في إلغاء العبودية، وتوسيع سلطة الحكومة الفيدرالية، وتحديث نظام الاقتصاد الأمريكي.

## سيرته
نشأ الرئيس لينكون في عائلة فقيرة على الحدود الغربية لولاية كنتاكي، وكان يعلم نفسه بنفسه لذا تكونت لديه معرفة وثقافة عالية خلال المراحل الدراسية التي مر بها. مارس الرئيس لينكون مهنة القانون ثم أصبح عضواً في حزب الأحرار الأمريكي، ثم عضواً في نقابة المحامين بولاية إلينوي عام 1830م، وانتُخِبَ بعد ذلك عضواً في مجلس النواب الأمريكي عام 1840.
إن التعايش بين امتلاك الرقيق في الجنوب والعداء المتزايد للرق في الشمال جعل الصراع محتملاً، إن لم يكن حتمياً. لم يضع لينكولن قوانين اتحادية ضد العبودية، حيث أنها كانت موجودة بالفعل، لكنه في تقريره عام 1858، أعرب عن رغبته في «منعها من الانتشار، ووضعها في ذهن الجمهور، على اعتبار أنها ستنقرض». ركزت المعركة السياسية في خمسينيات القرن التاسع عشر على انتشار الرق في الأقاليم التي أنشئت حديثاً. جميع الأقاليم التي انضمت أصبحت حرة، مما أدى إلى زيادة اتجاه الجنوب نحو الانفصال. حيث يرى كل من الشمال والجنوب معاً أن الرق سينتهي إن لم يتوسع.
تخشى ولايات الجنوب من فقدان سيطرة الحكومة الفدرالية على قوات مكافحة العبودية، بينما تستاء الولايات الشمالية من تأثير سلطة الرقيق على الحكومة، مما جلب هذه الأزمة إلى ذروتها في أواخر الخمسينيات. انقسمت الاختلافات حول مدى أخلاقية نظام العبودية في نطاق الديمقراطية والمزايا الاقتصادية للعمالة الحرة مقابل ازدياد العبيد مما تسبب في انهيار الحزب اليميني وحزب لاأدري، وقيام أحزاب جديدة (الحزب الحر في عام 1848 والجمهوريون في عام 1854 والاتحاد الدستوري في عام 1860). في عام 1860، انقسم الحزب الديمقراطي، آخر حزب سياسي وطني. كان كل من الشمال والجنوب قد تأثر بأفكار توماس جيفرسون. أكد الجنوبيون على أفكار حقوق الولايات، المذكورة في قرارات جيفرسون في ولاية كنتاكي. أما الشماليون فكانوا بين مؤيد إلغاء العبودية وليام لويد جاريسون، والزعيم الجمهوري المعتدل أبراهام لينكون والذي أكد على إعلان جيفرسون بأن جميع الناس خُلِقوا متساوين. وأشار لينكون لذلك في خطابه بجيتيسبرغ.
دفع فوز لينكون في الانتخابات الرئاسية عام 1860 ولاية كارولينا الجنوبية لإعلان الانفصال عن الاتحاد. وبحلول فبراير 1861، أعلنت ست ولايات جنوبية أخرى انفصالها. يوم 7 فبراير، وضعت الولايات السبع دستورا مؤقتا للولايات الكونفيدرالية الأمريكية، وأسسوا عاصمتهم المؤقتة في مونتغمري، ألاباما. كان مؤتمر السلام الذي عُقِدَ قبل الحرب في فبراير عام 1861 في واشنطن، محاولة فاشلة لحل الأزمة. أما ولايات الرقيق الثماني الأخرى فرفضت مناشدات الدول للانضمام إلى التحالف. استولت القوات الكونفيدرالية على معظم الحصون الفيدرالية داخل حدودها. واحتج الرئيس بوكانان، ولكنه لم يبد رد فعل عسكري، لتجنب المحاولة الفاشلة لإعادة إمداد فورت سمتر باستخدام السفينة ستار اوف ذا ويست"، والتي أطلق عليها النار من قوات ولاية كارولينا الجنوبية، وعادت قبل وصولها للحصن. ومع ذلك، بدأ حكام ماساتشوستس ونيويورك وبنسلفانيا شراء أسلحة وتدريب وحدات الميليشيا عليها.
يوم 5 مارس 1861، أدى ابراهام لنكون اليمين الدستورية كرئيس للجمهورية. في خطابه الافتتاحي، قال أن الدستور كان اتحادا أفضل من القوانين الكونفدرالية والاتحاد الدائم، حيث أنه كان عقدا ملزما، واعتبر أي محاولة انفصالية «باطلة قانونا». وذكر أنه ليس لديه نية لغزو الولايات الجنوبية، كما أنه لا ينوي إنهاء الرق حيثما وجد، بل سيستخدم القوة للحفاظ على امتلاك الأراضى الاتحادية. أنهى خطابه بنداء لاستعادة ترابط الاتحاد.
أرسلت دول الجنوب وفوداً إلى واشنطن، وعرضت الدفع للدول الفيدرالية والدخول في معاهدة سلام مع الولايات المتحدة. رفض لينكون أي مفاوضات مع وكلاء الكونفيدرالية على أساس أن الكونفيدرالية ليست حكومة شرعية، وأي معاهدة معها سيكون بمثابة اعتراف بأنها حكومة ذات سيادة. ومع ذلك، شارك وزير الخارجية وليام سيوارد في مفاوضات غير رسمية وغير مباشرة لكنها فشلت.
بدأ القتال في 12 أبريل 1861، حيث هاجمت القوات الكونفدرالية قاعدة عسكرية للولايات المتحدة في فورت سومتر بولاية كارولينا الجنوبية، ردا على ذلك دعا لينكون لتشكيل جيش من المتطوعين من كل ولاية، مما أدى إلى إعلان انفصال أربع ولايات أخرى من رقيق الجنوب. أعد كلا الجانبين الجيوش وسيطر الاتحاد على الولايات الحدودية في وقت مبكر من الحرب، وفرض حصارا بحريا. في سبتمبر 1862، أطلق لنكون إعلان تحرير العبيد مما حقق هدف الحرب من إنهاء الرق في الجنوب، وأثنى بريطانيا عن التدخل في شؤون البلاد الداخلية. استطاع القائد الكونفيدرالي روبرت أي لى أن يحقق انتصارات في معارك في شرق البلاد، ولكن في عام 1863 لم يتمكن من مواصلة التقدم شمالا بعد معركة جيتيسبيرغ وفي الغرب، سيطر الاتحاد على نهر مسيسيبي بعد معركة فيكسبيرغ، وبالتالي فصلت بين قوات الولايات الكونفيدرالية. ظهر تميز الاتحاد على المدى البعيد من حيث عدد الرجال والعتاد في عام 1864، عندما خاض الجنرال يوليسيس جرانت معارك الاستنزاف ضد قوات الجنرال لي، في حين سيطر الجنرال وليام شيرمان على أتلانتا، بولاية جورجيا، وواصل الزحف حتى وصل إلى المحيط.
انتهت العبودية فعليا في الولايات المتحدة في ربيع عام 1865 عندما استسلمت الجيوش الكونفدرالية. أفرج إعلان تحرير العبيد عن جميع العبيد في الكونفدرالية، والذي نص على أن العبيد في المناطق الكونفدرالية أحرار. كما أفرج عن العبيد في الولايات الحدودية والأجزاء التي يسيطر عليها الاتحاد بقانون الولاية (في 6 ديسمبر، 1865) بالتعديل الثالث عشر. الاستعادة الكاملة للاتحاد نتجت عن العمل لحقبة مستمرة فيما بعد الحرب عرفت باسم إعادة الإعمار.
لينكون: كرئيسٍ للحزب الجمهوري المعروف بعدله ووسطيته، اكتشف أن قوانينه وشخصيته كانت متساهلة وتتلقى النقد والملامة لأسباب عدة. على سبيل المثال كان الراديكاليون الجمهوريون يطالبون بمعاملة أقسى وقوانين أكثر صرامة في الجهة الجنوبية، أما ديموقراطيو الحرب فكانوا يرغبون بالمزيد من المساومة والوسطية. أما الكوبريين فكانوا يكنون له الكراهية والبغض الشديدين. أما الانفصاليون فقد تأمروا على قتله بلا شك. على الصعيد السياسي، واجه لينكون هذه الهجمات بدعم مناصريه، وذلك بجعل المعارضين له يحاربون بعضهم البعض، بالإضافة إلى استخدام مهاراته الخطابية العظيمة للتأثير على الأمريكيين. حيث صُنّف خطابه المشهور «خطاب غيتسبرج» الذي ألقاه عام 1863 على أنه من أشهر الاقتباسات في التاريخ الأمريكي. ومع اقتراب نهاية الحرب، كان للينكون نظرة وسطية لإعادة البناء، متطلعاً لإعادة توحيد الأمة بسرعة من خلال قانون المصالحة بسخاء مقابل الانقسام المر. وبعد ستة أيام من الحصار الكونفيدرالي للقائد العام روبرت أيلي، اغتال لينكون الممثل المتعاطف مع الكونفيدراليين جون ويلكس بوث.
كان اغتيال الرئيس الأمريكي أبراهام لينكون هو الأول من نوعه في التاريخ الأمريكي، وأصبحت الأمة الأمريكية في حالة من الحزن الشديد والحداد العام والذي لم يسبق له مثيل. على مرّ السنين يُعد الرئيس الأمريكي أبراهام لينكون واحداً من أفضل ثلاثة رؤساء أمريكيين إلى جانب جورج واشنطن وفرانكلين روزفيلت وذلك حسب ما قاله الباحثون الأكاديميون. بينما جاء اسمه إلى جانب رونالد ريجان وبيل كلينتون حسب اختيارات العامة.

## العائلة والطفولة

### بداية حياته إبراهام لينكون
ولد إبراهام لينكون في الثاني عشر من فبراير عام 1809م، وهو الطفل الثاني لتوماس ونانسي لينكون.
ولد في كوخ صغير بغرفة واحدة يقع في مزرعة الربيع الغارق الواقعة في مقاطعة هاردين، كنتاكي (معروفة الآن بمقاطعة لارو، كنتاكي).
ابراهام لينكون هو سليل صموائيل لينكون الذي قدم إلى هنقهام ماساشوستس من نورفولك إنجلترا في القرن السابع عشر الميلادي.
وكان جده لأبيه الذي حمل نفس اسمه (إبراهام) قد انتقل هو وعائلته من ولاية فرجينيا إلى كنتاكي، ثم بعد ذلك قتل هو وعائلته في غارة هندية عام 1786 م وكان من ضمنهم والدة توماس لنكولن حيث ظل توماس يبحث عن طريق للنجاة على الحدود وحيداً.
كانت والدة لينكون نانسي ابنة لوسي هانكس التي ولدت في ما يسمى الآن مينرال Mineral.
انتقلت إلى غرب فرجينيا ثم بعد ذلك انتقلت لوسي مع نانسي إلى ولاية كنتاكي حيث تزوجت نانسي من توماس لينكون الذي أصبح مواطناً محترماً.
عمل توماس ببيع وشراء العديد من الأراضي بما في ذلك مزرعة في Knob Creek.
ارتادت العائلة الكنيسة المعمدانية التي كانت تتقيد بمعايير أخلاقية وتعارض شرب الكحول والرقص والرق والعبودية. تمتع توماس بالمكانة المهمة والكبيرة التي حظي بها في كنتاكي حيث عمل في هيئة المحلفين وتقييم العقار وعمل أيضاً على مراقبة دوريات الرقيق وحراسة السجون. ولد ابن ابراهام خلال هذا الفترة، حصل توماس على أرض زراعية مساحتها 600 فدان (240) هكتار والعديد من الأملاك والثروات الحيوانية في بلدان عدة حيث كان يعتبر من أغنى الرجال في البلاد آنذاك ولكن في عام 1816 خسر توماس كل ثروته في القضايا المرفوعة أمام المحاكم والتي كانت بسبب مشاكل في إثبات الملكية.

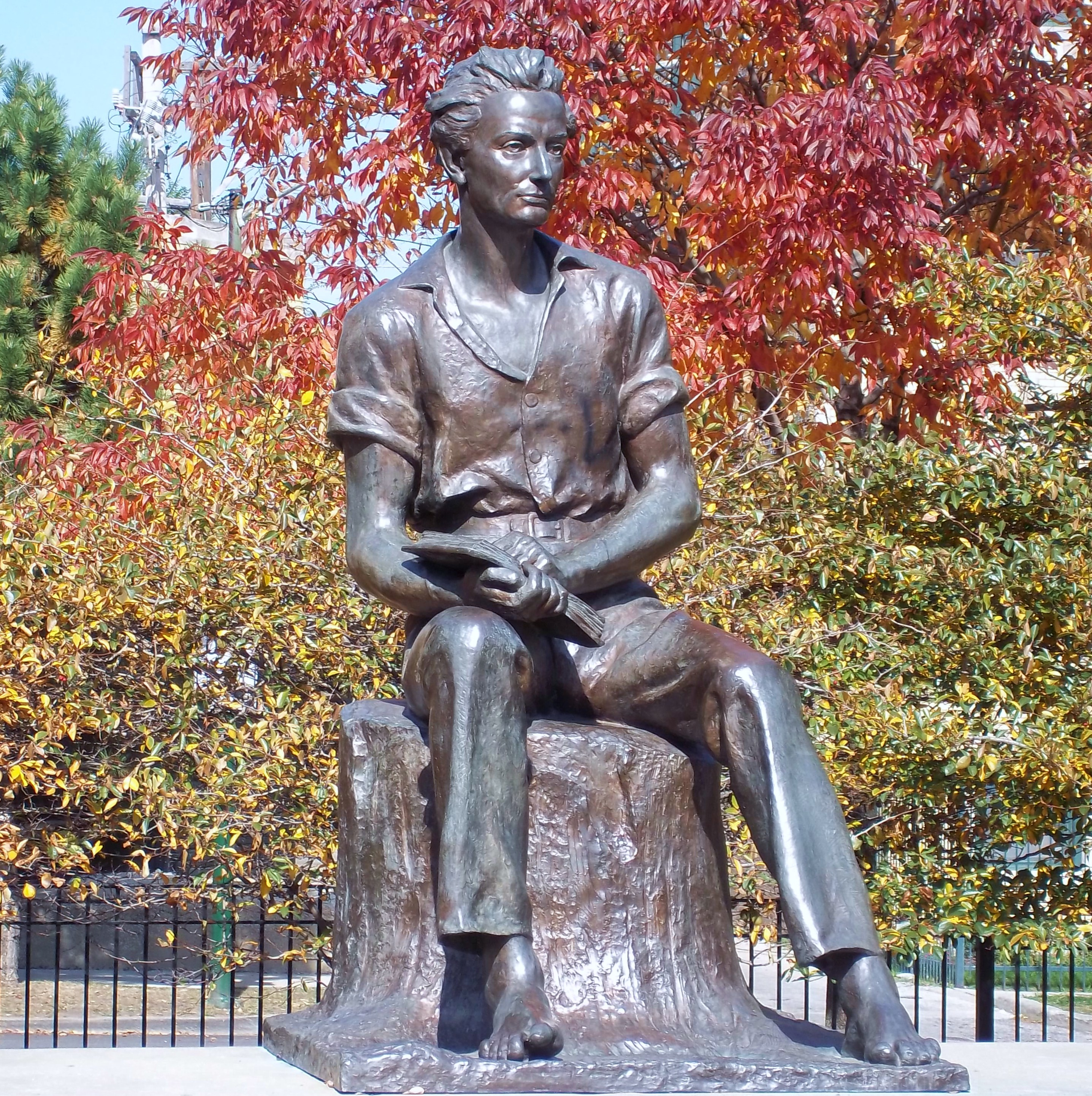
تمثال للينكون وهو صغير في سين بارك،شيكاغو.

انتقلت الأسرة شمالاً عبر نهر أوهايو إلى مقاطعة حرة وبدأت من جديد في ما عُرف لاحقاً ببلد الإجاص إلا أنها تُعرف حالياً ببلدة سبنسر، انديانا. لاحظ لينكولن لاحقاً أن هذا الانتقال «كان على حساب العبودية جزئياً» لكنه كان لصعوبة أسماء الأراضي بشكل رئيسي. في انديانا، عندما بلغ لينكون التاسعة من عمره توفت والدته نتيجة للتسمم بالحليب في عام 1818م. {14} بعد وفاة والدة لينكو ن تولت أخته الكبرى سارة زمام الأمور من حيث رعايته حتى تزوج والده مرة أخرى في عام 1819م: توفت سارة بعد ذلك عندما كانت في العشرينات أثناء ولادتها جنيناً ميتاً. كانت زوجة توماس لينكون الجديدة الأرملة سارة بوش جونستون، أم لثلاثة أطفال. كان لينكون قريباً جداً من زوجة أبيه وكان يشير إليها دوماً بكلمة «أمي». وكطفل في مرحلة ما قبل المراهقة لم يكن يُحب الولادة الصعبة التي تُهدد الحياة. اعتبره بعض أفراد أسرته والجوار في بعض الأوقات كسولاً. أثناء بلوغه مرحلة المراهقة تولى عن طيب خاطر مسؤولية جميع الأعمال المتوقعة منه كأحد الأولاد في المنزل وأصبح متمرساً في استخدام الفأس في عمله لصنع قضبان السكة الحديد. وقد حظي بسمعة مفتول العضلات إشارة لعضلاته القوية وجراءته بعد خوضه لمباراة ملاكمة حيث تم تحديه لزعيم مجموعة من الهمجيين المشهورين «فتية كلاري غروف». وقد وافق لينكون أيضاً على الالتزامات العرفية كابن ليمنح والده كل عائداته من عمله خارج المنزل حتى بلوغه سن 21. في السنوات اللاحقة، أقرض لينكون والده المال من حين لآخر. أصبح لينكون بعيداً عن والده شيئاً فشيئاً، لافتقاره للتعليم بشكل جزئي. بينما تألف تعليم لينكون الرسمي من صفوف سنوية من معلمين متجولين إلا أنه كان يُعلم نفسه بنفسه كما كان قارئ نهم وكان دائماً يحاول الحصول على أي كتاب جديد في البلدة. كان يقرأ ويعاود قراءة إنجيل الملك جيمس وخرافات أيسوب ورحلة حج بونيان وديفو روبينسون كروزو وأخيراً سيرة فرانكلين الذاتية.
في عام 1830م، انتقلت أسرة لينكون غرباً خوفاً من انتشار مرض الحليب على طول نهر أوهايو، حيث استقروا على الأراضي العامة في مقاطعة ماكون، إلينوي، وهي ولاية أخرى خالية من العبيد في عام 1831م، نقل توماس العائلة إلى منزل جديد في مقاطعة كولز، إلينوي. حيث قرر لينكون الشاب الطموح 22 عاما البحث عن حياة أفضل يُنشئها بنفسه. انتهى الأمر بلينكون، بعد رحلة في قارب صغير على نهر سانغامون، بالوصول إلى قرية نيو سالم في مقاطعة سانغامون. وفي ربيع عام 1831م، تم تعيينه في نيو سالم من قبل رجل الأعمال دينتون أوفوت وأصدقاء مرافقين له، حيث قام بنقل السلع عن طريق القوارب المسطحة من نيو سالم إلى نيو اورليانز عبر نهر سانغامون، نهر إلينوي ونهر الميسيسيبي. بعد وصوله إلى نيو اورليانز ـ واطلاعه على العبودية شخصياً- عاد إلى منزله.

### زواجه وأطفاله
في عام 1835، التقى لينكون بآن روتليدج في نيو سايلم حيث كانت أول حب في حياته لكن لم تتم خطبتهم بشكل رسمي. توفيت آن بعمر 22 سنة في يوم الخامس والعشرين من شهر أغسطس لعام 1835 وقد قيل أن سبب الوفاة إصابتها بحمى التيفوئيد. في بداية ثلاثينات القرن الثامن عشر قدمت ماري أوينز من ولاية كينتاكي لزيارة أختها والتقت حينها بلينكون وفي آواخر عام 1836 م أتفق لينكون وماري على الزواج في حال رغبت في العودة والعيش في نيو سالم. عادت ماري في نوفمبر عام 1836 ودامت علاقتهما لفترة وجيزة لكن كلاهما أحس بالتردد حول مصير هذه العلاقة، وفي السادس عشر من أغسطس عام 1837 كتب لينكون رسالة لماري وذكر فيها أنه لا يلقي باللوم عليها لإنهائها العلاقة لكنها لم ترد أبداً على رسالته وهكذا انتهت علاقتهما.
أعلن لينكون في عام 1840 خطبته لماري تود والتي تنتمي لعائلة ثرية تعمل بمجال تجارة الرقيق في ليكسينغتون بولاية كينتاكي، حيث تقابلا لأول مرة في سبرنغفيلد بولاية إلينوي في ديسمبر عام 1839م وأعلنا خطوبتهما في ديسمبر التالي. حُدد الزفاف في الأول من يناير عام 1841م لكن ما لبث أن ألغي عندما قررا الانفصال بناءً على رغبة لينكون. بعد ذلك التقى لينكون بماري مرة أخرى في حفلة، ومن ثم تزوجا في الرابع من نوفمبر عام 1842م وأقيم الزفاف بقصر تمتلكه أخت ماري المتزوجة في سبرنغفيلد. ويُروى أن لينكون أثناء استعداده لمراسم الزفاف سُئل «إلى أين أنت ذاهب؟» وتحت تأثير شعوره بالقلق مجدداً، أجاب: «للجحيم على ما أظن.»
في عام 1844، اشترى الزوجان منزلاً في منطقة سبرينق فيلد قريباً من مكتب لينكون للمحاماة. حافظت ماري تود لينكون على المنزل بمساعدة من قريب أو خادمة. ولد روبرت تود لينكون عام 1843م أما إدوارد بيكر لينكون (إيدن) فقد ولد 1846م. كان لينكون مولعاً بالأطفال. ولم كان أيضاً صارماً في تربية أطفالهم. توفي إدوارد في الأول من فبراير عام 1850م في سبرينق فيلد بداء السل. ولدت ويلي لينكون في 21 من ديسمبر عام 1850م وتوفيت في 20 فبراير 1862م أما الابن الرابع للينكولن فهو توماس تيد لينكون الذي ولد في 4 أبريل عام 1853م وتوفي في سن 18 إثر أزمة قلبية وكانت وفاته في 16 أبريل عام 1871م. كان روبرت هو الوحيد من أبناء لينكون الذي عاش حتى بلوغ مرحلة البلوغ وأنجب أطفالاً، كان من أحفاده روبرت تود لينكون بيكويث توفي 1985م.
كان لوفاة أبنائهم آثاراً عميقة على الوالدين حيث كافحت ماري لاحقاً في ظل ضغوطات فقدان زوجها وأبناؤهما. فقد ظل روبرت لينكون ملتزماً في مرحلة ما بالعلاج عن طريق اللجوء إلى الصحة النفسية في عام 1875م. عانى أبراهام لينكون من الحزن الشديد وهو ما يُطلق عليه مسمى اكتئاب حالياً كان والد لينكولن أستاذاً في القانون في ولاية كنتاكي هو وآخرين من عائلة تود كانوا إما من مُلاك العبيد أو ممن يُتاجر بهم وكان لينكون قريباً من تود وكانوا غالباً ما يقومون بزيارة آل تود بمقاطعة ليكسينقتون. عُرف عنه أنه كان رحيماً وحنوناً رغم فقدان الأب لأربعة من الأطفال.

## دخوله السياسة للمرة الأولى

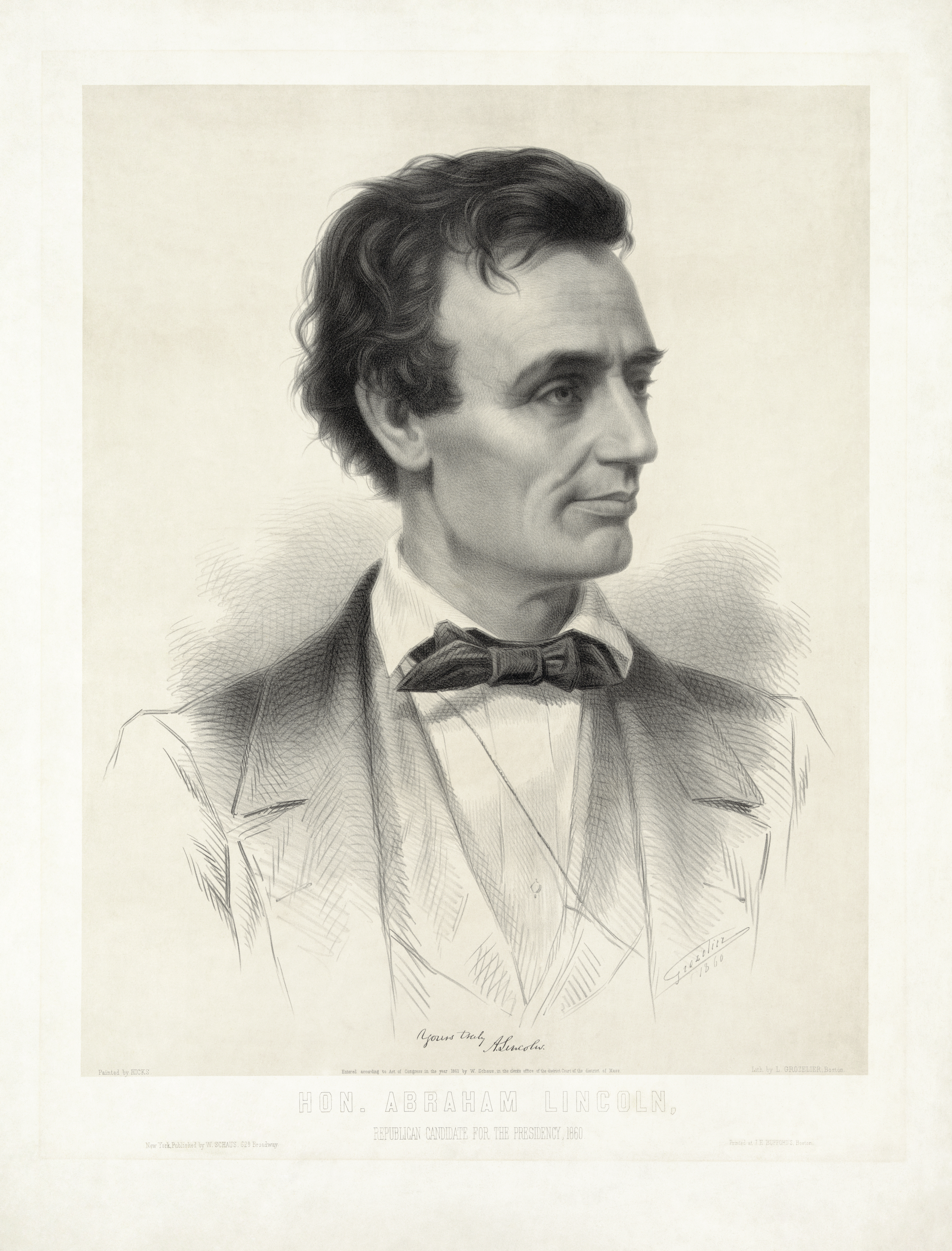
لينكون في شبابه.

كان لينكون في أوائل حياته عضواً في حزب الويك الذي كان الحزب الثاني في أمريكا قبل انقراضه على يد المجلس التشريعي الأمريكي الكونغرس، واشتهر لينكون في هذه الفترة بمعارضته الشديدة للحرب الأمريكية المكسيكية التي نشبت في ذلك الوقت، والتي اعتبرها اعتداء صارخاً من أمريكا على دولة أخرى، واتهم رئيس أمريكا في ذلك الوقت جيمس بولك إلا أنه بعد انتصار أمريكا الكبير على المكسيك وضمها لأراضي واسعة مثل تكساس وكاليفورنيا كنتيجة للحرب، فإن شعبيته انحدرت بشكل كبير بسبب مواقفه المعارضة لها، فانسحب من انتخابات المجلس التشريعي لعام 1848، وعاد إلى ممارسة المحاماة.

## التوظيف المبكر وخدمة الجيش
في عام 1832 عندما كان عمر لينكون 23 عاماً قام هو وشريكه بشراء متجر صغير في مدينة «نيو سالم» في ولاية لليون. بالرغم من أن الاقتصاد كان مزدهراً في المنطقة إلا أنه لا زال هناك صعوبة في التجارة ولذلك قام بفض الشراكة وباع أسهمه في النهاية. في مارس بدأ وظيفته السياسية مع حملته الأولى الإعلانية لجمعية لليون العامة. وقد أصبحت لديه شعبية محلية وأثرت شهرته على مستوى المنطقة في جذب الحشود كما روي ذلك في «نيو سالم» بالرغم من أنه يفتقر إلى التعليم، علاقات الصداقة، والمال التي من الممكن أن تكون السبب في خسارته. وقد دعا لتطوير الملاحة في نهر سانغامون.
عمل لينكون قبل الانتخابات كقائد في جيش لليون خلال حرب البلاك هوك وبعد عودته استمر لينكون حملته حتى انتخابات السادس من أغسطس لصالح جمعية لليون العامة. كان طوله ستة أقدام أي حوالي 193 سم كان طويلاً وذو بنية قوية بما يكفي لتخويف أي منافس. في خطابه الأول عندما رأى مؤيد تعرض للهجوم في الحشد أمسك لينكون المعتدي من قبل "رقبته وسرواله ورماه. تمكن لينكون من الحصول على المركز 8 بين 13 مرشحاً في القائمة ولم يخوله ذلك المتابعة في الانتخابات حيث (تم انتخاب المراكز الأربعة الأولى) على الرغم من أنه تلقى 277 من 300 صوت في دائرة سالم الجديدة.
لينكون خدم في مكتب البريد كما عمل لاحقا في مسح الأراضي. قرر لاحقاً أن يصبح محامياً وبدأ بتعليم نفسه المحاماة من خلال القراءة لويليام بلاكستون (تعليقات على قوانين انكلترا)، وغيرها من كتب المحاماة والقانون. من إحدى منهجياته في التعلم، لينكون قال «أنا درست مع لا أحد»;
(I studied with nobody).
حملته الثانية في عام 1834 كانت ناجحة. فاز أيضا في الانتخابات التشريعية للولاية، على الرغم من أنه جرى كاليميني (Ran as a Whig) الحزب اليميني الذي حصل بأمريكا أوائل القرن التاسع عشر، العديد من الديمقراطيين كانو يفضلونه على من هو أكثر قوة منه في الحزب اليميني.
انضم إلى نقابة المحاميين عام 1836م، انتقل إلى سبرينغفيلد، إلينوي، وبدأ في ممارسة القانون تحت إشراف جون ت. ستيوارت ابن عم ماري تود. أصبح لينكون محامي قادر وناجح ذا سمعة هائلة وخصماً قوياً في المرافعات الختامية وجلسات الاستماع. من عام 1841م حتى عام 1844م، وكان شريكاً لستيفن ت. لوقان. لاحقاً بدأ بالعمل مع ويليام هيرندون الذي كان يعتقد أن «لينكون شاب مواظب لعملة ولدراسته». فقد خدم أربع فترات متتالية في مجلس النواب في إلينوي، كممثل للحزب اليميني من مقاطعة سانجامون.
في عام 1836م -1835م في الدورة التشريعية، طالب بحق الاقتراع للذكور البيض سواء كانوا مُلاّك أراضي أو لا.، كان موقفه المشهور ضد الرق و"abolitionism" معروفاً بالأرض الحُرة. فسر ذلك في عام 1837م وقال: أن مؤسسة العبودية هذه قامت على الظلم وعلى سياسة سيئة ولكن إلغاء المذاهب قد يؤدي إلى الزيادة بدلاً من تخفيف هذه المشكلة ".، تابع هو وهنري كلاي، في دعم برنامج الاستيطان الأمريكي بإلغاء الرق عن طريق مساعدة العبيد المحررين إلى تسوية في ليبيريا، أفريقيا.

## عضو الكونغرس لينكون
منذُ أوائل الثلاثينات للقرن التاسع عشر كان لينكون يمينياً ثابتاً (أي عضو في الحزب الأمريكي السياسي) وفي عام 1861 أُعلن للأصدقاء أنه يسير على الخط اليميني القديم، تابع لهِنري كلاي".، يفضل الحزب ومنهم لينكون التحديث الاقتصادي في القطاع المصرفي والرسوم الجمركية الوقائية لتمويل تحسينات داخلية بما في ذلك السكك الحديدية وتبني التمدن.
في عام 1846، اُنْتُخِب لينكون لمجلس النواب الأمريكي، حيث خدم لفترة واحدة مدتها سنتين، وكان لينكون العضو اليميني الوحيد في وفد إلينوي ولكنه أظهر ولاء حزبه بمشاركته تقريباً في جميع الأصوات وإلقاء الخطب التي دوَت في خط الحزب. وبالتعاون مع عضو الكونغرس جوشوا (يوشَع) آر جيدجنز، كتب لينكون وثيقة إلغاء الرق في مقاطعة كولومبيا مع تعويض للمالكين، وتنفيذ القبض على العبيد الهاربين وإجراء تصويت شعبي على هذه المسألة. وقد وعندما فشل في جمع عدد كافي من المؤيدين تخلى عن الوثيقة، وحول السياسة الخارجية والعسكرية، تحدّث لينكولن علنًا ضد الحرب المكسيكية الأمريكية وأرجع ذلك إلى رغبة الرئيس بولك بالمجد العسكري، أنه قوس قزح جذّأب ويرتفع في حمّام من الدم"، ويؤيد أيضاً لينكون شرط ويلموت والذي يمكن أن يتمّ اعتماده، من شأنه حظر الرق في أي إقليم اغتنمته الولايات المتحدة من المكسيك.
أكد لينكون معارضته لبولك من خلال إعادة وتقديم قراراته الفورية ولقد بدأت الحرب بقيام المذبحة المكسيكية للجنود الأمريكيين في المنطقة المتنازع عليها من قبل المكسيك والولايات المتحدة؛ وقد أصر بولك على أن الجنود المكسيكيين قد «غزوا أراضينا وأراقوا دماء أبناء وطننا على تربتنا» طالب لينكون بأن يقوم بولك بعرض تلك البقعة المحددة التي تم إراقة الدماء عليها على النواب وإثبات أن تلك الأرض كانت على أرض أمريكية، لم يقم مجلس النواب بتشريع القرار أو حتى مناقشته، وقد تجاهلته الصحف الوطنية، مما أسفر عن فقدان لينكون للدعم السياسي في منطقته وقد قامت إحدى صحف إلينوي بإطلاق لقب يسخر منه «لينكون المتبقع»، أعرب لينكون عن أسفه في وقت لاحق من بعض تصريحاته، وخصوصا هجومه على قوى صنع الحرب الرئاسية  ولم يكن من المرجح أن يفوز ريلازنغ كلاي (Realizing Clay) بالرئاسة؛ قام لينكون الذي قد تعهد في عام 1846 للخدمة فترة واحدة فقط في مجلس النواب بدعم اللواء زكاري تيلور (Zachary Taylor) للترشيح في الحزب الأمريكي المعارض للحزب الديموقراطي اليميني في الانتخابات الرئاسية 1848 ربح تايلور (Zachary Taylor) وأملَ لينكون أن يعين مفوض لدى دائرة الأراضي العامة، ولكن منصب الرعاية المربحة هذا ذهب لمنافس إلينوي، جستن بترفيلد، الذي اعتبرته الإدارة ليكون محامياً من ذوي المهارات العالية، ولكن من وجهة نظر لينكون «متحجر قديم»، وقد عرضت الإدارة عليه جائزة ترضية من وزير أو حاكم الإقليم لولاية أوريغون، وكان هذا الإقليم البعيد معقل الديمقراطية، وقبوله لذلك من شأنه أن ينهي مسيرته القانونية والسياسية فعلياً في ولاية إيلينوي، لذلك رفضوا استئناف ممارسته القانون.

## محامي البراري
عاد لينكولن إلى مزاولة مهنة المحاماة في سبرينغفيلد، يتعامل مع «كل نوع من الأعمال التي يمكن أن تأتي قبل محام البراري»؛ مرتين في السنة لمدة 16 عاما، 10 أسابيع في كل مرة، ظهر في مقاعد المقاطعة في منطقة وسط الولاية عندما كانت محاكم المقاطعة في الجلسة، قام لينكولن بمعالجة حالات نقل كثيرة في خضم التوسع في البلاد الغربية، وخاصة النزاعات الناشئة عن تشغيل المراكب النهرية تحت جسور السكك الحديدية الجديدة الكثيرة؛ كرجل يحب الزوارق النهرية، فضل لينكولن في البداية تلك المصالح، ولكن في نهاية المطاف قام بتمثيل أي شخص يعينه، نمت سمعته، ومثل أمام المحكمة العليا في الولايات المتحدة، بحجة قضية تتعلق قارب قناة مسطح غرق بعد أن وصل إلى جسر، وفي عام 1849، حصل على براءة اختراع لجهاز التعويم لحركة القوارب في المياه الضحلة ولم تصبح الفكرة تجارية أبدا، ولكن لينكولن هو الرئيس الوحيد الحاصل على براءة اختراع.
في عام 1851، مثّل لينكون شركة «آلتون وسانقامون» للسكك الحديدية في قضية ضد أحد المساهمين في هذه الشركة، وهو جيمس أي. باريت، الذي رفض دفع ما ترتب عليه من التزامات جراء تعهده بشراء أسهم في السكك الحديدية مبرراً رفضه بأن الشركة قامت بتغيير الطريق الأصلي للقطار. ترافع لينكون بنجاح لصالح الشركة حيث أكد أنها لم تكن مُلتزمة بنص بالميثاق الأصلي في الوقت الذي قام فيه السيد باريت بتعهده، وأن الميثاق حينها كان قد تم تعديله لأجل الصالح العام الذي يقضي بتقديم طريق جديد ومحسّن وأقل تكلفة، وبذلك فإن الشركة ستحتفظ بحقها في مطالبة السيد باريت بالدفع، وقد تم الاستشهاد بالقرار الذي اتخذته محكمة إلينويز العليا من قبل محاكم عديدة في البلاد. Lincoln appeared before the Illinois Supreme Court in 175 cases, in 51 as sole counsel, of which 31 were decided in his favor.
مثَل لينكون أمام محكمة إلينويز العليا 175 قضية، منها 51 قضية كان لينكون المحامي الوحيد فيها وقد ربح 31 قضية منها. ومن عام 1853 حتى عام 1860 كانت السكك الحديدية المركزية في إلينويز هي من أكبر موكلي لينكون.
كانت أبرز القضايا الجنائية التي تولاها لينكون قد حدثت في عام 1858 عندما قام بالدفاع عن ويليام دوف آرمسترونغ، الذي كان يُحاكم بتهمة قتل جيمس بريستون متزكير. هذه القضية اشتهرت لأن لينكون استخدم حقيقة استنتجها بالملاحظة القضائية ليطعن في مصداقية شاهد العيان. بعد أن شهد أحدهم ضد موكله مستنداً إلى رؤيته للجريمة تحت ضوء القمر وحينها قدم لينكون «تقويم المزارعين» الذي بين أن القمر في تلك الليلة كان في زاوية منخفضة مما يحد من إمكانية الرؤية بشكل كبير. واستنادًا إلى هذه الأدلة، تمت تبرئة آرمسترونغ.
وكان من النادر أن يرفع لينكون اعتراضاً في قاعة المحكمة لكنه في قضية 1859 والتي كان يدافع فيها عن ابنه عمه بيتشي هاريسون، الذي كان قد اتهم بأنه قد طعن أحدهم حتى الموت، في تلك القضية احتج لينكون غاضباً على قرار القاضي باستبعاد الأدلة التي كانت في مصلحة موكله وحينها بدلاً من أن يحقّر القاضي لينكون، كما كان متوقعاً، قام القاضي بالأخذ بأدلة لينكون وتمت تبرئة هاريسون.

## السياسة الجمهورية 1854-1860

### الرق والبيت المنقسم
في الخمسينات من القرن التاسع عشر كان نظام العبودية لايزال مسموحاً به في الولايات الأمريكية الجنوبية ولكنه في الوقت نفسه كان قد تم حظره في الولايات الأمريكية الشمالية، كما في ولاية الينوي، لينكون كان رافضاً لنظام العبودية الذي انتشر ليصل الولايات الأمريكية الغربية الجديدة. فعاد إلى السياسة ليعارض قانون كانسا نبراسكا 1854 المؤيد للعبودية، الذي ألغى قانون تسوية ميسوري 1820 المعني بتقييد العبودية وحصرها.
ستيفان أ.دوغلاس السيناتور لولاية الينوي الذي دمج السيادة الشعبية في القانون ليصل إلى بنود دوغلاس التي عارضها لينكون من جانبه التي تنص بأن المستوطنين هم من لهم الحق محلياً بتقرير إذا كانوا سيسمحون بالعبودية في الولايات الأمريكية الجديدة، وأن الأمر هذا لن يكون البت فيه في يد المجلس الوطني. اريك فورنر (2010) قارن بين الجمهوريين الراديكاليين في الشمال الشرقي الذين ألغوا عقوبة الإعدام ويعارضون الرق ويعتبرونه خطيئة، يقارنهم مع الجمهوريين المحافظين الذين يرون العبودية سيئة لأنها تؤذي ذوي البشرة البيضاء وتمنع عملية التقدم. فيقول بأنه يرى بأن لينكون كان عدلاً في الوسط لأنه يعارض العبودية لسبب أساسي وذلك لأنها تنتهك مبادئ الجمهوريين التي وضعها الآباء المؤسسون، وخاصة فيما يعنى في المساواة بين كل الرجال والحكم الديموقراطي الذاتي كما ورد في إعلان الاستقلال
في 16 أكتوبر من عام 1854، أعلن لينكولن في خطابه المعروف بـ (خطاب بيوريا) معارضته للاستعباد، الذي كرره وهو في طريقه للرئاسة.
تحدث بلكنته الكنتاكية مع صوته القوي جدا، قائلا: «إن قانون كنساس يعلن التفرقة وكما أعتقد أنه يبث الحماس بسرية لنشر الاستعباد، ولا يسعني إلا أن أكره ذلك».
أكره ذلك بسبب ظلم ووحشية الاستعباد نفسه، أكرهه لأنه يحرم أمثالنا الجمهوريين من نفوذهم في العالم.."
في آواخر 1854، أصبح لينكولن بوصفه اليميني في مقعد الشيوخ الأمريكي عن ولاية الينوي. في أثناء ذلك تم انتخاب أعضاء مجلس الشيوخ من قبل مجلس التشريع للولاية. بعد أن قاد الجولات الست الأولى في التصويت في مجلس الينوي، بدأ دعمه يتضاءل، فطلب لينكولن من مؤديه أن يدعموا ليمان ترمبل، الذي هزم جويل الدريتش ماتيسون المنافس له.
انقسم اليمينيون بقانون كانساس-نبراسكا بشكل لايمكن إصلاحه. وفي ذلك كتب لينكولن:«أعتقد أني يميني، لكن هناك آخرون يقولون لايوجد يمين، وأني لا أطبقه، على الرغم من أني لم أفعل شيئا أكثر من معارضة امتداد الاستعباد».
وللاعتماد على بقايا الحزب اليميني القديم، وخيبة الظن من الأراضي الحرة، الحرية، وأعضاء الحزب الديموقراطي، كان بدوره الأساسي في صياغة الشكل الجديد للحزب الجمهوري.
في المؤتمر الوطني للحزب الجمهوري 1856، رشح لينكولن في المنافسة ليصبح نائب رئيس الحزب.
في عام 1857-1858م، انفصل دوغلاس عن الرئيس جيمس بيوكانان، مما أدى إلى صراع من أجل تولي رئاسة الحزب الديموقراطي، بعض الجمهوريين في شرق الولايات المتحدة فضلّوا إعادة انتخاب دوغلاس لمجلس الشيوخ لعام 1858م، وذلك لأنه قاد المعارضة لدستور ليكومبتون، الدستور الذي اعترف بكنساس كولاية للعبيد. وفي آذار 1857م، أصدرت المحكمة العليا قرارها في قضية «دريد سكوت ضد ساندفورد»، وقد عبر رئيسها روجر بى تاني عن رأيه بأن السود لن يتم اعتبارهم كمواطنين، وليست لديهم أي حقوق من الدستور، رفض لينكولن هذا القرار، بحجة أنه ناتج عن مؤامرة قام بها الديموقراطيون لدعم «سلطة العبودية». وقد جادل لينكولن قائلاً: إن الواضعين لإعلان الاستقلال لم يضمنوا الإعلان بمبادئ تؤكد المساواة في اللون، والحجم، والفكر، والأخلاق، والحقوق الاجتماعية، ولكنهم عبروا عن ذلك بمبدأ كل الرجال خلقوا متساوون في الحقوق الثابتة (التي لن يتم انتزاعها) ومن بينها الحياة، والحرية الشخصية، وتحقيق سعادتهم.
وبعد اتفاق الحزب الجمهوري بترشيح لينكولن لمجلس الشيوخ الأمريكي عام 1858م، سلّم لينكولن خطابه «خطاب البيت المُقسم»، وقد لفت الانتباه في الجزئية 3:25 من الخطاب، التي قد جاء فيها: «إن البيت المُنقسم على نفسه لا يُمكن أن يقف. أنني أؤمن بأن هذه الحكومة لا يُمكن أن تتحمل أن يكون نصفها عبيد والنصف الآخر مُحرر. وأنا لا أتوقع أن يحلّ هذا الاتحاد أنا لا أتوقع أن يسقط هذا البيت، لكني أرجح بأنه سيتوقف تمامًا على أن يكون مقسّم». وقد تسبب الخطاب بوضع صورة واقعية لخطر الانشقاق الذي سيُسببه هذا الجدال حول العبودية، واحتشاد الجمهوريين عبر الشمال. أعدّت المرحلة التالية لحملة انتخابات تمثيل ولاية إيلينوي، التي ستقرر من سيمثلها من بين لينكولن ودوغلاس كعضو في مجلس الشيوخ أمريكي.

### مناظرات لينكون ودوغلاس واتحاد كوبر
في عام 1858، مثَّلت حملة انتخابات مجلس الشيوخ الأمريكي المناظرات السبع بين لينكون ودوغلاس الحملة الأشهر في تاريخ الولايات المتحدة الأمريكية. كانت مبادئ هاتين الحملتين متضاربةً بشكل واضح من الناحيتين السياسية والمادية. فقد حذر لينكون من أنَّ «قوَّة العبيد» سوف تشكل تهديداً لمبادئ الحزب الجمهوري، واتهم دوغلاس بتشويه القيمة العظيمة التي جسدها الآباء المؤسسون، وهي المساواة بين الأشخاص كافة بغض النظر عن اللون أو العرق «البشر كلهم خلقوا سواسية». بينما كان دوغلاس منهمكاً في التأكيد على عقيدة فوربت، كانت للمستوطنين المحليين الحرية التامة بالاختيار بين منع تجارة الرقيق أو السماح بها، وقاموا باتهام لينكون بالانحياز لجماعة التحرير من العبودية «الإلغائية». خلقت هذه الحملات جواً من الروح القتالية، وجمعت الآلاف من الحشود. صرح لينكون بأن نظرية دوغلاس في «السيادة الشعبية» تشكل تهديداً لأخلاقيات الأمة، وأنه كان يمثل المؤامرة ضد الرقيق التي تتلخص في تمديد سياسة العبودية إلى الولايات الحرة. أما دوغلاس، فقد صرح بأن لينكون كان يتحدى صلاحيات المحكمة العليا للولايات المتحدة الأمريكية وقرار دريد سكوت (the Dred Scott Decision).
بالرغم من أن ممثلي الاتحاد الجمهوري فازوا بمعظم الأصوات، إلا أن الديموقراطيين فازوا بعددٍ أكبر من الكراسي في مجلس الشيوخ الأمريكي، واستطاعوا أن يعيدوا انتخاب دوغلاس في المجلس عن طريق السلطة التشريعية. بغض النظر عن مرارة الدفاع عن لينكون، كان طرحه لموضوع اللاعبودية سبباً لازدياد شعبيته واكتسابه سمعةً قومية على مستوى الولايات المتحدة. في مايو عام 1859، قام لينكون بشراء صحيفة إلينوي ستاتس أنزيجر (Illinois Staats-Anzeiger) الألمانية التي قامت بدعمه باستمرار، وبالرغم من أن معظم الأمريكيين الألمان الذين يبلغ عددهم 130.000 قاموا بالتصويت للحزب الديموقراطي، إلا أنه كان هناك أيضاً دعم للحزب الجمهوري يُمكن لصحيفةٍ ألمانية أن تقوم بحشده.
في السابع والعشرين من فبراير عام 1860، دعى قادة حزب نيويورك لينكون لإلقاء خطاب في اتحاد كوبر لمجموعة من قادة الحزب الجمهوري الأقوياء. أوضح لينكون أن الآباء المؤسسين لهم عاملٌ بسيط في السيادة الشعبية، وقد سعوا مرارًا للحد من الرق. وأصر لينكون على أن الأساس الأخلاقي للحزب الجمهوري يتطلب معارضة الرق، ويرفض أي "التماس لبعض التوسط بين الصواب والخطأ". وعلى الرغم من مظهر لينكون غير الأنيق الذي اعتقد العديد من الناس أنه محرج وقبيح إلا أنه أظهر قيادة فكرية، وهذا ما أوصله إلى الصفوف الأمامية للحزب وإلى المنافسة على الانتخابات الرئاسية الجمهورية. وذكر الصحفي نوح بروكس (Noah Brooks) أنه "لا يوجد على الإطلاق إنسان في أي وقتٍ مضى صنع مثل هذا الانطباع في مرحلته الاستئنافية الأولى لجمهور نيويورك". وقد وصف المؤرخ دونالد الخطاب بأنه خطوة سياسية ممتازة لمرشح لم يعلن عنه، ليظهر في الولاية الخاصة بمنافس واحد (وليام إتش سيوارد) في مناسبة مقدمة من الموالين للمنافس الثاني (سالمون بي تشيس Salmon P. Chase)، بدون ذكر كليهما بالاسم عند إيصاله". ورداً على استفسار حول نواياه الرئاسية، قال لينكون "التذوق في فمي قليل".

### الحملة الانتخابية والترشح للرئاسة عام 1860م
انعقد المؤتمر الجمهوري لولاية إلينوي في مدينة ديكادور بولاية إلينوي في 9-10 من شهر مايو عام 1860م. نظم مؤيدوا لينكون فريقاً لحملته الانتخابية بقيادة ديفيد ديفز (David Davis) ونورمان جاد (Norman Judd) وليونارد سويت (Leonard Swett) وجيسي دوبوس (Jesse DuBois)، حيث تلقى لينكون تأييده الأول للترشح للرئاسة. وقد استغل مؤيدوا لينكون تأثير أسطورة الأوقات التي قضاها لينكون في العمل على الجبهات الحدودية مع والده ليطلقوا عليه لقب «مرشح السكة الحديد». في 18 مايو وخلال المؤتمر الجمهوري القومي الذي عقد بشيكاغو وعد أصدقاء لينكون وتلاعبوا وفازوا بالترشح خلال الاقتراع الثالث، متفوقين على مرشحين مثل ويليام سيوارد (William H. Seward) وسالمون تشيس (Salmon P. Chase). تم ترشيح هانيبل هاملين (Hannibal Hamlin) العضو السابق في الحزب الديمقراطي من ولاية ماين لشغل منصب نائب رئيس المحافظة لموازنة القوى. اعتمد نجاح لينكون على سمعته باعتباره صاحب آراءٍ معتدلة بشأن قضية الرق، ودعمه القوي لبرامج وايجيش (amsWhiggish progr) للإصلاحات الداخلية والتعرفة الجمركية الوقائية. في الاقتراع الثالث وضعته ولاية بنسلفانيا في المقدمة، حيث طمأن مصالح تجار الحديد في بنسلفانيا لدعمه التعريفات الوقائية. وقد استطاع مديرو لينكون التركيز ببراعة على هذا الوفد، فضلاً عن غيرهم من الوفود، وبنفس الوقت اتباع تعليمات لينكون بأن «لا تُبرَم أي عقود قد تقيّدني».
قام معظم من كان بالحزب الجمهوري بالاتفاق مع لينكولن على أن الشمال كان الطرف المتضرر، كما شددت قوة العبيد على الحكومة الوطنية مع قرارت دريد سكوت (Dred Scott) والرئيس جيمس بوكانان (James Buchanan). خلال فترة خمسينيات القرن التاسع عشر كان أبنكون يشك بنتائج الحرب الأهلية، أما داعموه فقد رفضوا الادعاءات التي تقول أن انتخاباته قد تحرض على الانفصال. في هذه الأثناء، كان دوغالاس قد اختير كمرشح للحزب الشمالي الديموقراطي.
من جهةٍ أخرى، انسحب المنودبون السياسيون من 11 ولاية من ولايات العبيد من الاتفاقية الديموقراطية، وذلك لاختلافهم مع موقف دوغلاس على السيادة الشعبية، وفي النهاية فقد اختير جون سي. بريكينريدغ (John C. Breckinridge) كمرشحهم.
مع مضي دوغلاس والمرشحين الآخرين في حملاتهم الانتخابية، كان لينكون الوحيد منهم الذي لم يلق خطاباً. بالمقابل فقد قام بذكر الحملة الانتخابية عن قرب واعتمد على حماسية الحزب الجمهوري. قام الحزب بعملٍ شاق جاء له بأغلبية كبيرة من المؤيدين في الشمال، كما أنتج كمية وافرة للحملة الانتخابية من ملصقات ومنشورات وحتى افتتاحيات الصحف. كان هناك آلاف المتحدثين الجمهوريين الذين قاموا بالتركيز أولاً على البيان السياسي، وثانياً على قصة حياة لينكون، مؤكدين على طفولته البائسة. كان الهدف من ذلك توضيح القوة الفائقة لـ«العمل الحر»، بواسطة صبي مزرعة عادي كان باستطاعته العمل وشق طريقه للقمة بجهده الخاص. تمكن حجم الإنتاج الأدبي الذي أنتجته الحملة الانتخابية للحزب الجمهوري من القضاء على كل معارضةٍ له، فقد أنتج «كاتب تريبيون» بشيكاغو كتيّباً يحتوي تفاصيل حياة لينكون، وقد باع حوالي 100.000 إلى 200.000 نسخة منه.

## الرئاسة

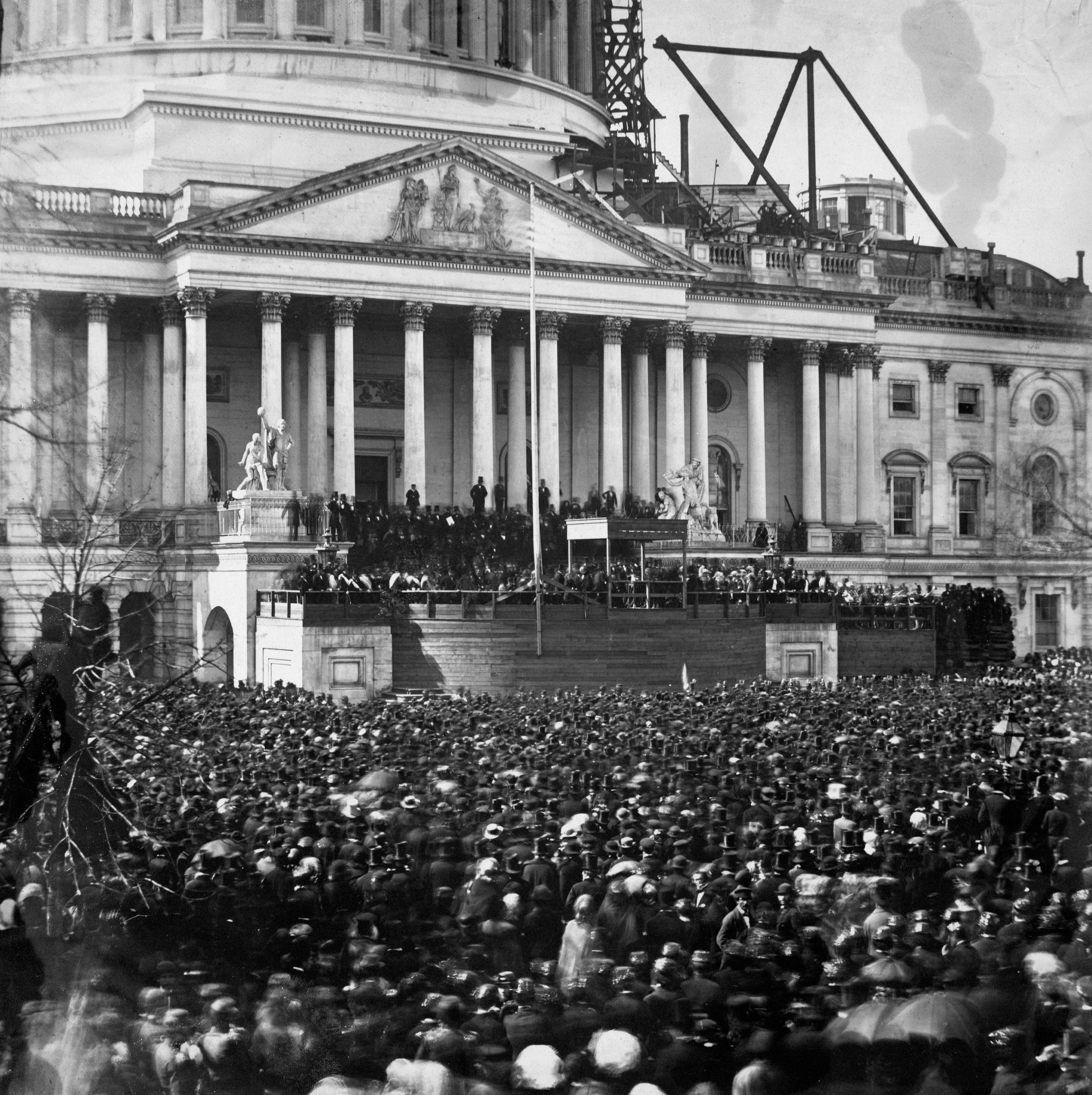
حفل تتويج لينكون عند مدخل الكونغرس عام 1861.

### انتخابات عام 1860
في السادس عشر من نوفمبر من عام 1860، انتخب لينكون ليصبح الرئيس السادس عشر للولايات المتحدة، وذلك بانتصاره في الانتخابات على ممثلي حزب الجنوب الديمقراطي ستيفن دوغلاس وجون بريكينريدج، وممثل حزب الاتحاد الدستوري الجديد جون بيل. وبذلك يكون أول رئيس أمريكي من الحزب الجمهوري محققاً فوزاً كبيراً بدعم قوي ومتواصل من مناصريه في الشمال والغرب، حيث فشل في النجاح في 10 ولايات من أصل 15 ولاية من ولايات الرق الجنوب، وفاز فقط باثنتين من أصل 996 مقاطعة تشكل الولايات الجنوبية. لقد حاز لينكون على 1,866,452 صوت بينما كان نصيب خصميه الديمقراطيين دوغلاس 1,376,957 صوتاً وبريكينريدج 849,781 صوتاً في الوقت الذي كان فيه جون بل الأقل بالحصول على 588,789 صوت. بمعدل يقارب 82.2٪ فاز لينكون بولايات الأحرار الشمالية، بالإضافة إلى كاليفورنيا وأوريغون. بينما فاز دوغلاس في ميسوري وتقاسم الفوز مع لينكون في نيوجيرسي. انتصر بيل في فيرجينيا وتينيسي وكنتاكي. وبريكينريدج فاز في بقية ولايات الجنوب. وبالرغم من أن لينكون انتصر فقط في أغلبية التصويت الشعبي إلا أن الفوز في الكلية الانتخابية (الناخبون العظماء) كان هو الحاسم، إذ حاز لينكون 180 من الأصوات بينما كان مجموع ما حازه خصومه 123 صوتاً فقط. وبينما تشكل تكتل سياسي يضم في قائمته جميع خصوم لينكون الذين اتحدوا لدعم اسم واحد من المرشحين في نيويورك ونيوجيرسي ورودي أيسلند، وبالرغم من أن أصواتهم اتحدت في كل ولاية أيضاً، إلا أن لينكون فاز بأغلبية الأصوات في الكلية الانتخابية.
ما إن أصبح انتصار لينكون جلياً أوضح الانفصاليون نيتهم مغادرة الاتحاد قبل تولي لينكون كرسي الحكومة في شهر مارس التالي. وفي 20 ديسمبر من العام نفسه تولت ولاية كارولينا الشمالية زمام المبادرة بالإعلان عن مرسوم الانفصال، وفي مطلع شهر فبراير من العام التالي تبعتها ولايات فلوريدا وميسيسبي وألاباما وجورجيا ولويزيانا وتكساس. بعد ذلك أعلنت ستة من هذه الولايات دستوراً موحداً يكشف عن دولة مستقلة: الولايات الكونفدرالية الأمريكية. ومن ثم اطلعت ولايات أعلى الجنوب والولايات الحدودية (ديلوري وماريلاند وفيرجينيا وكارولينا الشمالية وتينسيس وكنتاكي وميسوري وأركانساس) على دستور الانفصال حيث رفضته أولاً ومن ثم طعنت فيه. رفض الرئيس جيمس بيوكانان والرئيس المنتخب لينكون الاعتراف بالتحالف الكونفدرالي حيث أعلنا أن الانفصال غير قانوني. في الوقت الذي تم اختيار جيفرسون ديفيس رئيساً مؤقتاً له في 9 فبراير عام 1861م.
كانت هناك محاولات لتسوية الخلاف. حيث ظهرت تسوية كريتندن كامتداد لتسوية ميسوري عام 1820، وذلك بتقسيم الأراضي ما بين الرق والأحرار وهو مناقض لتوجه الحزب الجمهوري. ولكن لينكون رفض هذه الفكرة قائلاً: «سأموت قبل أن أقبل أي تنازل أو تسوية تبدو كشراء امتياز لتملك هذه الحكومة التي نلناها بحق الدستور». لقد دعم لينكون ضمنياً تعديل كوروين على الدستور والذي منح الكونغرس، قبل تولي لينكون السلطة، حماية الرق في الولايات التي كانت تعمل به، كما قدم ضمانة بعدم التعارض مع قانون الرق إلا بموافقة ولايات الجنوب. قبل أسابيع قليلة من الحرب، تم مخاطبة كل حاكم لإعلامهم بأن الكونغرس أصدر قراراً بتعديل الدستور. لقد كان لينكون متقبلاً لإمكانية عقد مؤتمر دستوري لإضافة التعديلات على الدستور.
مستقلاً القطار، توجه لينكون عبر الجنوب إلى حفل تنصيبه كرئيس للولايات المتحدة، ليلقي خطابه أمام الحشود والمجلس التشريعي. نجا الرئيس المنتخب من عملية اغتيال في بالتيمور تم كشفها بواسطة رئيس الحرس الخاص بلينكون السيد آلان بينكرتون. في 23 فبراير 1861 وصل لينكون متخفياً إلى واشنطن تحت حراسة عسكرية مشددة. حيث وجه خطابه الرئاسي إلى الولايات الجنوبية معلناً أنه ليست لديه أي نية لإلغاء تجارة الرق في الولايات الجنوبية:
أنهى الرئيس خطابه بنداء لشعب الجنوب قائلاً :«نحن لسنا أعداء بل أصدقاء، ولا ينبغي لنا أن نكون أعداء… تمد الذكرى أوتارها الخفية من كلِ ساحة معركة ومن كل ضريحٍ لشهداء الوطن، إلى كل القلوب التي تنبض بالحياة وإلى كل بيت ينعم بدفء العائلة في جميع أنحاء هذه الأرض الواسعة، وحينما تُثار تلك الذكريات من جديد سيزيد التأييد لقرار الاتحاد، وسيكون الدافع حينها الجانب الخيّر في طبيعتنا.» أشار فشل مؤتمر السلام عام 1861 إلى أن التسوية التشريعية أمرٌ بعيد الحدوث. وبحلول مارس عام 1861 لم يتقدم أي من قادة الثورة بطلب لإعادة الانضمام للاتحاد تحت أي شرط، وفي هذه الأثناء اتفق لينكون وكل القادة الجمهوريين تقريباً على أن حل الاتحاد أمرٌ لا يمكن قبوله.

### بداية الحرب

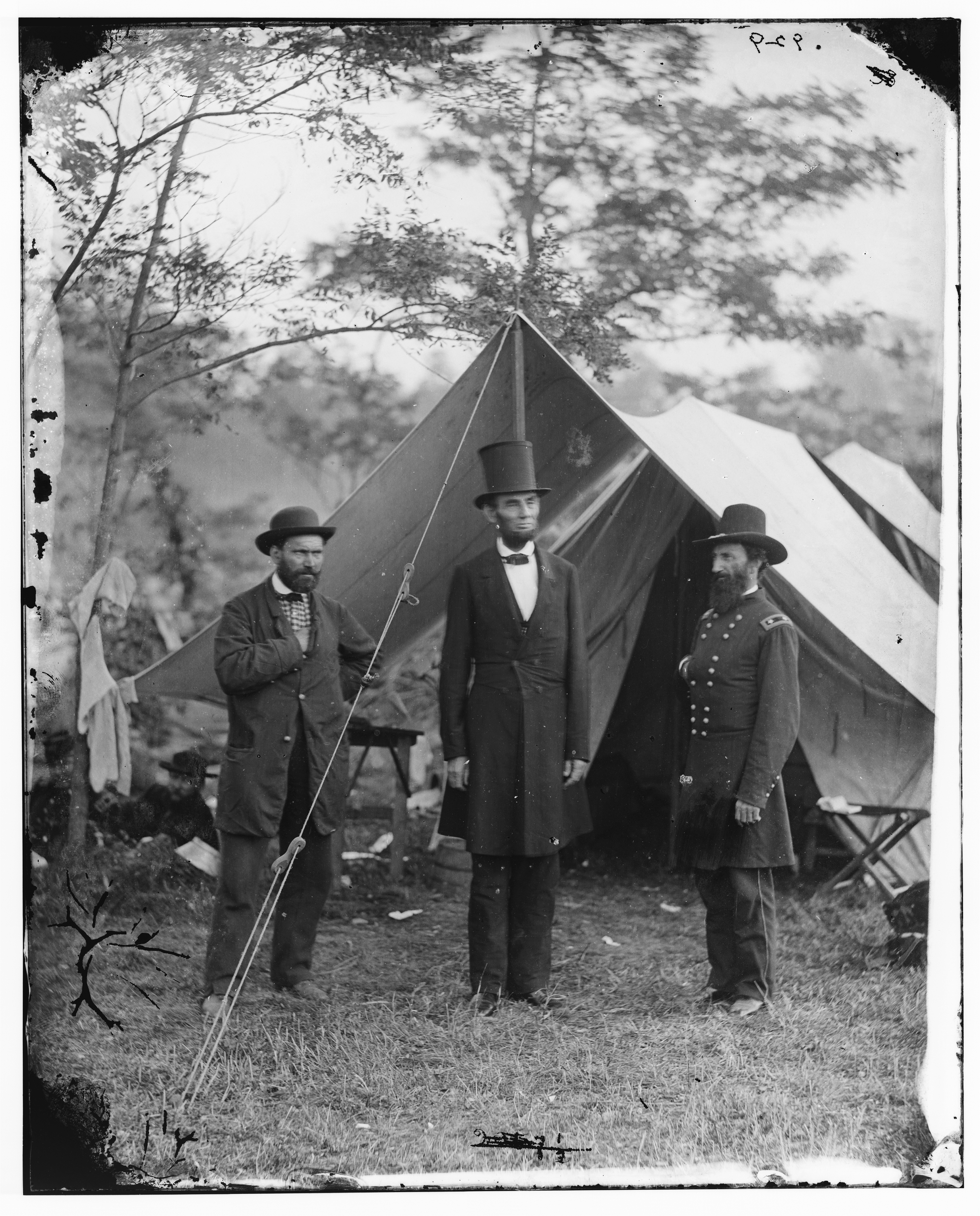
لينكون مع اثنين من قادته العسكريين في الميدان، وعليه قبعته الطويلة التي اشتهر بها.

أرسل الرئيس روبرت أندرسون - قائد حصن سمتر الواقع في كارولينا الجنوبية - طلباً إلى واشنطن لتزويده بالمؤن، وقام الرئيس بتنفيذ طلب لينكون في الحال، إلا أن ذلك الطلب كان يعتبر حسب وجهة نظر الانفصاليين عملاً حربياً. في 12 نيسان عام 1861 أطلقت القوات الكونفدرالية النيران على قوات الاتحاد في حصن سمتر لإجبارها على الاستسلام، وبدأت بذلك الحرب. يعتبر المؤرخ آلان نيفينز أن الرئيس لينكون - الذي تم تعيينه حديثاً آنذاك - قد وقع في ثلاثة أخطاء، وهي: التقليل من خطورة الأزمة، والمبالغة في قوة الرأي الاتحادي في الجنوب، وعدم إدراكه أن الاتحادات الجنوبية كانت تصر على أنها ضد الهجوم والغزو الشمالي. وقد تحدث ويليام شيرمان إلى الرئيس لينكون في أسبوع تدشين الحرب، معبراً «بخيبة وحزن» عن فشله في إدراك «أن البلاد كانت تنام على بركان» وأن الجنوب كان يتجهز لخوض حرب. أما دونالد فقد استنتج أن جهوده الكثيرة لمنع حدوث اصطدامٍ خلال الشهور الفاصلة بين التنصيب وهجوم الجنوبيين على حصن سمتر دليل على التزامه بيمينه بعدم البدء بسفك الدماء، ولكنه أقسم أيضاً بأنه لن يسلم الحصون. كان الحل الوحيد لهذه الآراء المتناقضة أن يبدأ الحلفاء بإطلاق النار، وهذا ما حدث.
في 15 من أبريل، أمر لينكون جميع الولايات بإرسال كتائب يصل قوامها إلى 75,000 جندي لاستعادة الحصون وحماية واشنطن و«الحفاظ على الاتحاد». والذي في تصوره بقي موجوداً وسليماً رغم انفصال ولاياته. وقد أجبر هذا الأمر الولايات المختلفة على أن تختار الطرف الذي ستقف إلى جانبه في النزاع بوضوح. كافأت العاصمة الكونفدرالية ولاية فرجينيا حينما أعلنت انفصالها، وعلى الرغم من موقع مدينة ريتشموند المكشوف والقريب جداً من حدود الاتحاد، فقد صوتت كل من شمال كارولينا وتينيسي وأركانساس لصالح الانفصال في الشهرين التاليين. كانت فكرة الانفصال قوية لكلا ولايتي ميسوري وماريلاند، ولكنها لم تسود في ولاية كنتاكي، التي حاولت أن تقف على الحياد.
توجه الجنود جنوباً إلى ولاية واشنطن لحماية العاصمة تلبيةً لأوامر لينكون. في 19 من أبريل، هاجمت الحشود التي كانت تتحكم بسكة الحديد في بالتيمور والمشاركة في حركات الانفصال عدداً من جنود الاتحاد الذين كانوا في طريقهم إلى العاصمة. أسر وسُجِن جورج ويليام براون رئيس بلدية بالتيمور وغيره من المشتبهين بهم من السياسيين بماريلاند دون ترخيص، كما علق لينكون إحضارهم إلى المحكمة. توسل جون ميريمان قائد إحدى المجموعات الانفصالية بماريلاند لرئيس المحكمة العليا روجر ب. تاني لإصدار أمر بإحضارهم أمام المحكمة، قائلًا أن تعليق ميريمان دون عقد جلسة هو أمر غير قانوني، وأصدر تاني إثر ذلك أمراً بإطلاق سراح ميريمان، لكن لينكون تجاهله. وبعدها طوال فترة الحرب، هوجم لينكون من قبل الديموقراطين المناهضين للحرب بهجماتٍ ثقيلة من الذم والانتقادات أحياناً.

### توليه أمر الاتحاد في الحرب
بعد سقوط حصن سمتر، أدرك لينكون أهمية السيطرة الفورية التنفيذية على الحرب وصُنع إستراتيجية عامة لإخماد التمرد. واجه لينكون أزمة سياسية وعسكرية غير مسبوقة، وقد استجاب لذلك كقائدٍ أعلى باستخدام سلطاتٍ غير مسبوقة. فقد وسع صلاحياته العسكرية، وفرض حصاراً على كل موانئ الشحن الكونفدرالية قبل اعتماد صرف الأموال من قبل الكونغرس، وبعد تعليق حق المثول أمام المحكمة، اعتقل وسجن الآلاف من مؤيّدي الكونفدرالية. حاز لينكون تأييد الكونغرس والجمهور الشمالي لهذه الإجراءات. بالإضافة إلى ذلك، كان لينكون يحاول تعزيز تعاطف الاتحاد القوي في الولايات المتحدة الأمريكية في حدود الرقيق لمنع الحرب من أن تتحول إلى نزاع دولي.
كان الجانب العسكري مصدراً لإقلاق لينكون المستمر، حيث استحوذ الأمر على وقته واهتمامه. ومن البداية كان واضحاً أن الدعم الذي تلقاه من الحزبين هو شيء أساسي لنجاحه في الحرب، وأي تنازل سيؤدي إلى نفور الحزبين الجمهوري والديموقراطي. مثلاً في المناصب القيادية بالجيش التي يطمح لها كلا الحزبين. انتقد كوبرهيدز لينكون لرفضه تقديم تنازلاتٍ بشأن قضية العبودية، ولكن انتقده المحافظون من الحزب الجمهوري كذلك لتحركه البطيء جداً نحو إلغاء العبودية. في السادس من أغسطس عام 1861م وقّع لينكون قانون المصادرة الذي يتيح للقضاء إكمال إجرات مصادرة وتحرير العبيد الذين اُستخدموا لدعم المشروع الحربي الكونفدرالي. كان لقانون المصادرة وتحرير العبودية أثر قليل عملياً، ولكنه كان بمثابة نقطة الانطلاق لتحرير الرق والعبودية.
في أواخر أغسطس من عام 1861م قام الجنرال جون فريمونت (المرشح الجمهوري لعام 1856م) بإعلان الأحكام العرفية في ولاية ميسوري دون الرجوع لأخذ الإذن من الحكومة في واشنطن. وقام كذلك بإعلان منع حمل السلاح، حيث أنه سيُحَاكم عسكرياً ويقتل رمياً بالرصاص من يحمله، كما أعلن أن العبيد الذين يدعمون التمرد سيصبحون أحراراً. كان الجنرال فريمونت أساساً تحت تهمة الإهمال في إدارته وقيادته للقسم الغربي، وزادت على ذلك بعض الاتهامات بالاحتيال والفساد. نقض لينكون هذا القانون، لأنه بحدسه شعر أن قرار فيورمونت لتحرير العبيد كان سياسياً وليس عسكرياً ولا قانونياً. وقد زاد عدد القوات في التجنيد من ميريلاند وكنتاكي وميسوري إلى أكثر من 40 ألف جندي.
هددت قضية ترينت في أواخر عام 1861م بقيام حرب مع بريطانيا العظمى. حيث اعترضت البحرية الأمريكية سفينة تجارية بريطانية باسم «ترينت» بصورة غير قانونية في أعالي البحار، كما ضبطت اثنين من المندوبين الكونفدراليين. احتجت بريطانيا بشدة في حين ابتهجت الولايات المتحدة الأمريكية. حل لينكون القضية بالإفراج عن الرجلين، وبذلك تفادى الدخول في حرب مع بريطانيا. وكان نهج لينكون للسياسة الخارجية في البداية هو الكفُّ ورفع اليد، وذلك لقلة خبرته، حيث ترك معظم التعيينات الدبلوماسية وغيرها من المسائل المتعلقة بالسياسة الخارجية لوزير خارجيته وليام سيوارد. كان رد فعل سيوارد الأول لقضية ترينت عدوانياً للغاية، لذلك توجه لينكون أيضاً إلى السيناتور تشارلز سومنر رئيس لجنة العلاقات الخارجية بمجلس الشيوخ وخبير في الدبلوماسية البريطانية، كما اقترض لينكون ودرس كتاب هنري هوليك عناصر الفن والعلوم العسكرية من مكتبة الكونغرس لمعرفة النواحي العسكرية التقنية من المسألة.
راقب لينكون بشق الأنفس التقارير والبرقيات القادمة لوزارة الحرب في واشنطن العاصمة، وداوم بجهدٍ على جميع مراحل العمل العسكري، وتشاور مع المحافظين، واختار الضباط على أساس نجاحهم في الماضي (وكذلك للولاية والحزب اللذين ينتمون إليهما). في يناير عام 1862 وبعد عدة شكاوى عن عدم الكفاءة والتربح في وزارة الحرب، استبدل لينكون سيمون كاميرون بستانتون إدوين ليكون أمين الحرب. كان ستانتون واحداً من الديمقراطيين المحافظين العديدين (أيّد بريكنريدج في انتخابات عام 1860) والذي أصبح مناهضاً للرق جمهورياً تحت قيادة لينكون. ومن حيث إستراتيجية الحرب، صاغ لينكون أولويتين: لضمان الدفاع الجيد عن واشنطن، ولإجراء محاولة لشن الحرب العدوانية من شأنها أن تلبي طلب الشمال الموجه لتحقيق النصر. توقع رؤساء تحرير الصحف الكبرى الشمالية الانتصار في غضون 90 يوماً. اتجمع لينكون مرتين في الأسبوع مع مجلس وزرائه في فترة ما بعد الظهر، وأحياناً أجبرته ماري لينكون على ركوب عربةٍ لإعرابها عن قلقها كونه يعمل بجهد هائل. تعلم لينكون من رئيس الموظفين العام هنري هاليك - طالب الاستراتيجي الأوروبي جوميني - الحاجة الماسة للسيطرة على مواقع إستراتيجية مثل نهر المسيسيبي، وكان أيضاً يعلم جيداً أهمية فيكسبرج ويتفهم ضرورة هزيمة جيش العدو، بدلاً من الاستيلاء على الأراضي فحسب.

### الجنرال ماكليلان
عيّن لينكون اللواء جورج ب. ماكليلان قائدا عاماً لجميع قوات الجيش بعد هزيمة الاتحاد في المعركة الأولى قرب Bull Run وتقاعد وينفيلد سكوت الذي كان قد تقدم به العمر في أواخر 1861م. تخرج ماكليلان حديثاً من West Point، وهو المدير التنفيذي للسكك الحديدية، وهو أيضاً ديموقراطي من بنسلفانيا. وقد استغرق ماكليلان عدة أشهر في السعي والتخطيط لمعسكره «معسكر شبه الجزيرة» ولكن هذه المدة كانت أطول مما أراد لينكولن. هدف هذه الحملة العكسرية كان أسر ريتشموند وذلك عن طريق تحريك «جيش بوتوماك» بالقارب إلى شبه الجزيرة وثم التوجه براً إلى عاصمة الكونفدراليين. التأخيرات المتكررة من قبل ماكليلان كانت قد أحبطت لينكون والكونغرس، كما أحبطهم أيضاً موقفه من أن واشنطن لا تحتاج قوات للدفاع عنها. أصر لينكون على أن يُبقي بعض من قوات ماكليلان للدفاع عن العاصمة وأما ماكليلان الذي كان دائماً يبالغ في تقدير قوة القوات الفدرالية، حمّل قرار لينكون مسؤولية الفشل الذي توصل إليه «معسكر شبه الجزيرة».
أقال لينكولن ماكليلان الأمين العام للرئيس وعين بدله هنري ويجرهانك هوليك في مارس عام 1862م. بعد رسالة ماكليلان «رسالة هاريسن المقصودة» التي عرضت عليه مشورة سياسية بدون تزكية تحث لينكولن على الحذر من المجهود الحربي. أثارت رسالة لينكلون غضب جمهور الراديكالي الذين ضغطوا بنجاح على لينكولن لتعيين الجمهوري البابا جون كرئيس الجيش الجديد لفرجينا. استجاب البابا إلى رغبة لينكولون الاستراتيجية للتحرك نحو ريتشموند باتجاه الشمال وبالتالي يحمي العاصمة من الهجوم ومع ذلك يفتقر إلى التعزيزات المطلوبة من ماكليلان، يأمر الآن جيش نهر بوتوماك هزم البابا هزيمة ساحقة في المعركة الثانية للمضاربة على الصعود في صيف 1862م، مما أجبر جيش بوتوماك للدفاع عن واشنطون للمرة الثانية. توسعت الحرب أيضا عن طريق العمليات البحرية في عام 1862م عن طريق باخرة فرجينا CSS المسماة بالباخرة الأمريكية سابقا عندما دمرت أو حطمت سفن الاتحاد الثلاث في نورفولك، فرجينيا قبل أن تشارك، ودُمرت من قبل الباخرة الأمريكية.
أعاد لينكولن نظره كثيرا في إرسال الضباط البحريين لاستجوابهم أثناء اشتباكهم في معركة شارع هامبتون.
رغم عدم رِضى لينكولن عن فشل ماكليلان في تعزيز البابا، فقد كان يائساً، وأمر بإعادة جمع القوات حول واشنطن، مما أدى لاستياء جميع من في حكومته ما عدا سيوارد. وبعد يومين من عودة ماكليلان للسلطة، عبرت قوات الجنرال روبرت إدوارد لي نهر بوتوماك إلى ولاية ماريلاند، مما أدى إلى قيام معركة أنتيتام في سبتمبر عام 1862.م. وقد كان انتصار نقابة العمال الذي تلى ذلك من بين الانتصارات الأكثر دموية في تاريخ الولايات المتحدة، ولكنه مكن لينكولن من أن يعلن أنه سوف يُصدر إعلان التحرير في شهر يناير. وبعد أن شكل لينكولن الإعلان في وقت مبكر، انتظر نصر عسكري لنشره ليتجنب النظر للإعلان على أنه نتاج اليأس. وقد قاوم ماكليلان طلب الرئيس الذي شرع جيش لي المنسحب والمكشوف في تنفيذه، في حين أن نظيره الجنرال دون كارلوس بويل رفض الأوامر بالمثل بأن يتحرك جيش أوهايو ضد قوات المتمردين في ولاية تينيسي الشرقية. ونتيجة لذلك، استبدل لينكولن بويل بروسكرانس وليام، وبعد الانتخابات النصفية لعام 1862م، استبدل ماكليلان بالجمهوري أمبروس برنسايد. وكان كل من في هذه الاستبدالات معتدلين سياسيًا وأكثر دعمًا للقائد العام مستقبلاً.
بدأ برنسايد، خلافًا لنصيحة الرئيس، مبكرًا بعبور هجومي لنَهر راباهانوك حيث هزمه لي بشكل مذهل في فريدريكسبيرغ في شهر ديسمبر. ولم يُهزم برنسايد في ساحة المعركة فحسب، بل كان أن جنوده ساخطين وغير منضبطين. وكان عدد المنشقين خلال عام 1863م بالآلاف وزاد العدد بعد فريدريكسبيرغ. وأحضر لينكولن جوزيف هوكر، رغم سجله في الحوار الحر حول الحاجة إلى الدكتاتورية العسكرية.
جلبت الانتخابات النصفية في عام 1862م الخسائر الجسيمة للجمهوريين بسبب الاستياء الحاد من الحكومة لفشلها في التوصل لنهاية سريعة للحرب، إضافة لارتفاع معدل التضخم، والضرائب الجديدة العالية، وإشاعات الفساد، وإرجاء المثول أمام المحكمة، وقانون التجنيد العسكري، ومخاوف إضعاف العبيد المحررين لسوق العمل. وقد تم إعلان التحرير في سبتمبر وحصد أصوات الجمهوريين في المناطق الريفية في نيو انجلاند والغرب الأوسط العلوي، ولكنه خسر الأصوات في المدن والغرب الأوسط السفلي. وبينما كان الجمهوريين محبطين، كان الديمقراطيين نشيطين وأبلوا بلاءً حسنًا خاصة في ولاية بنسلفانيا وأوهايو وإنديانا ونيويورك. ولم يحافظ الجمهوريين على أغلبيتهم في الكونغرس وفي الدول الكبرى، ما عدا نيويورك. وأكدت الجريدة الرسمية سينسيناتي «أن الناخبين كانوا مكتئبين بسبب طبيعة الحرب اللامنتهية، والتي استمرت حتى الآن، وبسبب استنفاذ الموارد الوطنية بشكل سريع دون إحراز تقدم».
في الربيع من عام 1983 لينكولن كان متفائلاً في الحملات العسكرية المقبلة ووصل به التفكير بأن نهاية الحرب قد تكون وشيكة إذا تمت سلسلة الانتصارات هذه جميعها، ومن ضمن هذه الخطط هجوم هوكر على جيش القائد لي في شمال [وضح من هو المقصود ؟]، روسكرانس على تشاتانوغا، غرانت على فيكسبرج، وهجوم بحري على تشارلستون.
وفي معركة تشاسيلورسفيلي في شهر أيار كان الانتصار لجيش لي على جيش هوكر، ولقد استمر هوكر بقيادة وحداته العسكرية لبضع أسابيع متجاهلاً أمر لينكولن بتقسيم وحداته العسكرية، ومن المحتمل أنه نفس سبب انتصار القائد لي في هاربرز فيري، لذلك قدم هوكر استقالته التي قبلها لينكولن. واستلم مكانه جورج ميد الذي لاحق جيش لي إلى ولاية بينسيلفانيا حيث قامت سلسلة معارك أو ما يسمى بالحملة العسكرية جيتيسبيرغ، وكان الانتصار فيها للاتحاد «الفيدرالي» على الرغم من أن جيش لي امتنع عن أن يؤخذ كأسرى. وفي نفس الوقت وبعد الاخفاقات الأولية، نظم جرانت حصاراً فيكسبيرج وحقق الأسطول البحري للفيدراليين انتصارات في ميناء شارليستون. وبعد معركة جيتيسبيرغ أدرك لينكولن بأن قراراته العسكرية ستكون أكثر تأثيراً وفعالية إذا تم تناقلها عبر وزير الحرب أو القائد العام لجيشه إلى جميع الجنرلات في الحرب، الذي بدورهم اغتاظوا من تدخل لينكولن بخططهم العسكرية، واعتاد أيضاً لينكولن بإعطاء توجيهات مفصلة للجنرلات متخذاً دور رئيس الأركان.

### إعلان تحرير العبيد (الرق)
أدرك لينكولن بأن سلطة الحكومة الفدرالية في مسألة إنهاء نظام العبودية مقيدة بالدستور الذي كان قبل عام 1865 يلزم كل ولاية باتخاذ قرارها الفردي بشأن نظام العبودية. ولكن لينكولن أثناء وقبل انتخابه ظل يناقش ويجادل بأنه إذا أرادوا إنهاء نظام العبودية تماماً يجب أن يمنعوا توسعه وتواجده في المقاطعات الجديدة للولايات المتحدة الأمريكية. ومع بداية الحرب حاول اقناع الولايات بقبول «سياسة تعويض العتق أو التحرير» بدلاً من «سياسة حظر العبودية». آمن لينكولن بأن تقليص العبودية بهذه الطرق سيخلصهم منها بطريقة اقتصادية وموافقة للدستور، كما تصوّر الآباء المؤسسون.
لينكولن تفهم سلطة الحكومة الفيدرالية لانهاء «الاسترقاق» حيث أنها كانت محدودة بموجب الدستور والذي كان قبل عام 1865 حيث كانت كل ولاية لها دستورها الخاص. لينكولن كان معترض قبل وأثناء انتخاباته أن إنهاء عبودية الرق قد يمنع من زيادة انتشار الأراضي الأمريكية. في بداية الحرب لينكولن يريد اقناع الولايات تغيير الدستور إلى تحرير العبيد بدلاً من الحظر. رفض الرئيس لينكولن محاولتين للتحرر المحدود في منطقتين جغرافيتين، إحداهما قام بها اللواء جون فريمونت في آب 1861 والأخرى قام بها اللواء ديفيد هنتر في أيار 1862 بحجة أنهم لم يكن في وسعهم فعل أكثر من ذلك وأن «سياسة تعويض العتق» ستزعج الولايات المجاورة الموالية للاتحاد الفيدرالي.
في التاسع عشر من يونيو سنة 1862 أصدر الكونغرس حظر للعبودية في جميع الأراضي الاتحادية بعد أن أقر ذلك الرئيس «لينكولن» لينكون وفي يوليو سنة 1862 تم تمرير قرار المصادرة الثاني "Second Confiscation Act " والذي ينص على تحرير عبيد كل من يُدان بمساعدة المتمردين.
وعلى الرغم من معرفة لينكولن بأن الكونغرس لن يستطيع تحرير العبيد في الولايات، إلا أنه وافق على مشروعية القانون احتراما للهيئة التشريعية.
ورأى أن إجراء كهذا ينبغي أن يقوم به القائد الأعلى للقوات المسلحة باستخدام القوات الحربية الممنوحة للرئيس بموجب الدستور، كان لينكون يخطط لاتخاذ هذا الإجراء. فيذلك الشهر، ناقش لينكون مسودة إعلان تحرير العبيد مع حكومته وذكر فيها: " "كإجراء عسكري ملائم وضروري فإن جميع الأشخاص المملوكين كعبيد في الولايات الكونفدرالية أحراراً ابتداءً من 1 يناير 1863 وإلى الأبد".
كان لينكون سراً قد قرر أن العبودية يجب أن تلغى تماماً من التحالف. لكن جماعة الرؤوس النحاسية قالوا أن هذا التحرير يشكل حجر عثرة للسلام وإعادة التوحيد. وكان المحرر الجمهوري من صحيفة «منبر نيويورك» المؤثرة قد انطلت عليه الحيلة، والتي فنّدها لينكون في خطابه الداهية في 22 أغسطس 1862.
وقال الرئيس إن الهدف الرئيسي لتصرفاته كرئيس (وقد استخدم ضمير الشخص الأول ليشير بوضوح إلى «العمل الرسمي» له) هو الحفاظ على الاتحاد. :
أعلن إعلان التحرير الذي صدر في 22 سبتمبر من عام 1862، وبدأ تنفيذه في 1 يناير من عام 1863، تحرير العبيد في 10 ولايات لم تكن في ذلك الوقت تحت سيطرة الاتحاد، إضافة إلى إعفاءات حُددت لمناطق تحت سيطرة الاتحاد مسبقًا في ولايتين. قضى لينكولن المئة يوم التالية يجهز الجيش والأمة للتحرير، بينما رفع الديمقراطيين ناخبيهم في الانتخابات السنوية لعام 1862 من خلال التحذير من خطر العبيد المُحررين الذي يتعرض له لبيض الشماليين.
وبمجرد أن أصبح إلغاء الرق في الولايات المتمردة هدفًا عسكريًا، كما قدمت جيوش الاتحاد في الجنوب، كان عدد أكبر من العبيد مُحرر إلى أن تم تحرير ثلاثة ملايين منهم في الإقليم الكونفدرالي. وكان تعليق لينكولن على التوقيع على الإعلان: "لم أشعر، في حياتي، أبدًا بيقين أن ما كنت أفعله صواب أكثر مما أفعل بتوقيع هذه الورقة". واصل لينكولن لبعض الوقت، "خُطط وضعها مسبقاً" لإقامة المستعمرات للعبيد المُحرّرين حديثًا. وعلق بشكل إيجابي على الاستعمار في إعلان التحرير، ولكن فشلت كل المحاولات المماثلة لهذا الإجراء الضخم  وأعلن بعد التحرير بأيام قليلة أن 13 من الحكام الجمهوريين اجتمعوا في مؤتمر حكام الحرب "؛ وقد أيدوا إعلان الرئيس، ولكن اقترحوا صرف الجنرال جورج بي ماكليلان من الخدمة كقائد لجيش الاتحاد.
استخدام العبيد السابقين في الجيش كان سياسة الحكومية الرسمية بعد صدور إعلان التحرير. وبحلول ربيع عام 1863، كان لينكولن على استعداد لتجنيد الجنود السود في أكثر من أعداد رمزية. وفي رسالة إلى أندرو جونسون، الحاكم العسكري لولاية تينيسي، يشجعه على الريادة في رفع الجنود السود، كتب لينكولن «، النظرة المجرّدة لخمسين ألف من الجنود السود المسلحين والمدربين على ضفاف نهر المسيسيبي ستنهي التمرد في آن واحد» وبحلول نهاية عام 1863، عند توجيه لينكولن، جند الجنرال لورنزو توماس 20 فوج من السود من وادي المسيسيبي ، ودون فريدريك دوغلاس ذات مرة للينكولن:«لم أذكر أبدًا في» رفقته «بأصلي المتواضع، أو بلوني غير الشعبي».

### خطاب جيتيسبيرغ
بانتصار الاتحاد في معركة جيتيسبيرغ في يوليو من عام 1863، وهزيمة الرؤوس النحاسية في انتخابات أوهايو في فصل الخريف، حافظ لينكولن على قاعدة قوية من دعم الحزب، وكان في وضع قوي ليعيد تعريف جهد الحرب، رغم أعمال الشغب في مدينة نيويورك كانت المرحلة محددة لخطابه عند مقبرة ساحة معركة جيتيسبيرغ. وفي تحد لتنبؤ لينكولن بأن «العالم سيلاحظ قليلاً، ولا يذكر طويلاً ما نقوله هنا،» أصبح الخطاب الأكثر نقلاً واقتباسا في التاريخ الأميركي.
أُلقي خطاب جيتيسبيرغ في تفاني مقبرة الجنود الوطنية في جيتيسبيرغ، بنسلفانيا، في ظهيرة يوم الخميس، الموافق 19 نوفمبر من عام 1863. في 272 كلمة، وثلاث دقائق، وأكد لينكولن أن الأمة لم تولد في عام 1789، ولكن في عام 1776، «وتصور الحرية، وكرس مقولة أن كل الناس خلقوا متساوين.» وقد عرف لينكولن الحرب بأنها جهد مكرس لمبادئ الحرية والمساواة للجميع. وتحرير العبيد أصبح جزء من جهد الحرب الوطني. وأعلن أن وفاة هذا العدد الكبير من الجنود الشجعان لن يذهب سدى، وأن الرق سينتهي كنتيجة للخسائر، وأن مستقبل الديمقراطية سيكون مؤكد أن «حكومة الشعب، من الشعب، وللشعب، لن تفنى في هذه الأرض». وختم لينكولن بأن الحرب الأهلية كان لها هدف عميق: ولادة جديدة للحرية في الأمة 

### الجنرال جرانت
فشل ميد في القبض على جيش لي أدى إلى الانسحاب من جيتسبرغ ومع السلبية المستمرة لجيش البوتوماك (Potomac) اقتنع لينكون بتغيير قيادة الجيش، وقد أعجب لينكون في انتصارات القائد يوليسيس جرانت في معركتي شيلوه ومخيم فيكاسبرغ (Vicksburg) ورشح جرانت ترشيحا قوياً لقيادة اتحاد الجيش ثم قال بعد إنتقادات طالته لتقديمه يوسلي قرانت للقيادة «لا يمكنني التخلي عن ذلك الرجل، إنه يحارب». رأى لينكون بأن التغييرات في الجيش قد تؤدي إلى سلسلة من الهجمات المنسقة في عدة أماكن، حيث حصل على قائد وافق على استخدام قوات سوداء ، ومع ذلك، أعرب لينكون عن قلقه من ترشيح يوسلي قرانت للرئاسة في عام 1864، كما حدث مع ماكلين (McClellan) ورتب مع وسيط للتأكد من نوايا جرانت السياسية، وبعد التأكد من أن نواياه غير سياسية، قدم لينكون القائد جرانت لمجلس الشيوخ لترقيته إلى قيادة جيش الاتحاد، وحصل على موافقة مجلس الشيوخ لمنح قرانت رتبة قائد أعلى للجيش، التي لم يحصل أي ضابط عليها منذ عهد الرئيس جورج واشنطن.
شن جرانت حملته البرية الدموية في عام 1864م، وتُعرف هذه الحرب غالباً بحرب الاستنزاف، نظرا للخسائر الفادحة التي لحقت بصفوف الاتحاد في عدة معارك منها معركة البرية ومعركة الميناء البارد، وعلى الرغم من تمتع القوات الكونفدرالية بمركز الدفاع إلا أن خسائرهم كانت مماثلة تقريبا لنظيرتها في قوات الاتحاد.، ومما أثار قلق الشمال ارتفاع عدد الخسائر في الأرواح، خاصة أن جرانت فقد ثلث جيشه وتساءل لينكون عن مخططات جرانت والذي أجاب قائلا: «أقترح أن نقاتل على هذا الخط حتى وإن كلفنا ذلك الصيف كله».
افتقدت القوات الكونفدرالية إلى التعزيزات وبالتالي كان جيش لي (Lee) يتقلص في الحجم مع كل معركة مكلفة، وتحرك جيش جرانت نحو الجنوب عابراً نهر جيمس (James river) فارضاً الحصار وحفر الخنادق خارج مدينة بطرسبرغ (Petersburg) في ولاية فيرجينيا وبعد ذلك قام لينكون بزيارة مطولة لمقر جرانت في مدينة بوينت (Point city) في ولاية فيرجينيا مما أتاح للرئيس فرصة الاجتماع شخصيا مع جرانت وويليام تيكومسيه شيرمان وذلك للتشاور حول عملية القتال وفي نفس الوقت قام (شيرمان Sherman) الذي كان متمركزا في كارولينا الشمالية بزيارة خاطفة لجرانت ، فقام لينكون والحزب الجمهوري بحشد الدعم للمشروع في جميع المناطق الشمالية وتعويض الخسائر.
لينكون أذن لجرانت استهداف البنية التحتية الكونفدرالية مثل: المزارع والسكك الحديدية والجسور، أملاً في تدمير الروح المعنوية للجنوب وليضعف القدرة الاقتصادية لمواصلة القتال؛ وحركة جرانت إلى بطرسبرغ أدت إلى إعاقة ثلاث سكك حديد بين ريتشموند والجنوب وهذه الاستراتيجية سمحت للجينرال شيرمان (Sherman) وفيليب شيريدان لتدمير المزارع والمدن في وادي شينانداوه بولاية فيرجينيا، والمتسبب في الضرر كان «شهر شيرمان مارس إلى البحر» (وهو الاسم الشائع لحملة السافانا) عبر جورجيا عام 1864 والذي كان محدداً إلى 60 ميل (97 كيلومتر) رقة ولكن لا لينكون ولا قادته رأوا التدمير كغاية أساسية ولكن بدلا من الهزيمة من اتحاد الجيوش، كما نيلي 2004 توصلت أنه لم يكن هناك جهد للانخراط في الحرب الشاملة ضد المدنيين كما في الحرب العالمية الثانية.
المتحالف الجنرال جوبال اندرسون إيرلي (Jubal Anderson Early) بدأ في سلسلة من الاعتداءات في الشمال التي هددت الثروة، وخلال هجوم إيرلي المفاجئ على العاصمة واشنطن عام 1864 كان لنكون يشاهد الصراع من موقع مكشوف وقد صرخ عليهم الكابتن أوليفر ويندل هولمز (Oliver Wendell Holmes) (انخفضوا، قبل أن تقتلوا، أنتم أغبياء)  وبعد اتصالات متكررة على جرانت للدفاع عن واشنطن شيردان كان معين والتهديد من إيرلي كان مرسل.
كما تابع غرانت انهاك قوات لي، وبدأت الجهود لمناقشة السلام وقاد نائب رئيس الكونفدرالية ستيفنز مجموعة ليقابلوا لينكون وسيوارد وآخرون في طرق هامبتون، ورفض لنكون السماح لأي تفاوض مع الكونفدرالية بشكل مساوي الهدف الوحيد له كان اتفاق لإنهاء القتال والاجتماعات لم تقدم أي نتائج.
في الأول من أبريل 1865 تجاوز جرانت قوى لي بنجاح في قتال فايف فوركس وكان أقرب لتطويق بطرسبرغ والحكومة الكونفدرالية أخلت ريتشموند، وفي أيام لاحقة عندما سقطت تلك المدينة زار لينكولن العاصمة الكونفدرالية المهزومة ولما كان يمشي عبر العاصمة، الجنوبيون البيض كانوا حديدي الوجوه (يلبسون الحديد على وجوههم) ولكن العبيد الأحرار استقبلوه كبطل، وفي التاسع من أبريل، استسلم لي لجرانت في ابوماتوكس والحرب كانت قد انتهت رسميا.
كان لينكون متخصصا في السياسة يجمع شمل الحزب الجمهوري ويحافظ على تماسكه بشتى طوائفه، إضافة إلى حربه مع الديمقراطيين كإدوين ستانتون (Edwin M. Stanton) وأندرو جونسون (Andrew Johnson). امضى لينكون ساعات عديدة في الأسبوع للتحدث مع السياسيين من مختلف انحاء الأرض مستخدما نفوذه - الذي توسع بشكل كبير خلال فترة السلم- وتمكن من جمع طوائف حزبه معا، وعمل على دعم سياسته الخاصة، وصد جهود المتطرفين لاسقاطه من لائحة المرشحين عام 1864. في اتفاقية 1864، اختار الحزب الجمهوري اندرو جونسون، كديموقراطي من جنوب ولاية تينيسي، لتولي منصب نائب الرئيس. ولتوسيع التحالف حتى يشمل أعداء الديموقراطية والجمهوريين، قاد لينكون حملته تحت مسمى حزب لاتحاد جديد.
عندما تحولت حملات جرانت (Grant's) في ربيع عام 1864 إلى مأزق دموي وما قد تسببه خسائر الاتحاد، والنقص في النجاح العسكري من تأثير على احتمال عدم إعادة انتخابه للرئاسة، وخشية العديد من الجمهوريين من مختلف أنحاء البلد من هزيمة لينكولن.
مشاركا مخاوفه، وقع لينكولن تعهدا بأن يخسر الانتخابات، لكنه أراد أن يهزم الكونفدرالية قبل أن يسلم البيت الأبيض.
حتى هذا الصباح، كما سابقاً، كان من الواضح جداً احتمال أن هذا الحكم لن يعاد انتخابه. فكان من الواجب التعاون مع الرئيس المنتخب، والحفاظ على الاتحاد بين الانتخابات وتوليه الحكم، فقد كان مطمئنا بأن انتخابه مبدئيا لا يعني أنه سينتخب مرة أخرى.
بينما تبع منبر الديموقراطية «جناح السلام» للحزب، وسميت الحرب بـ«الفشل» فقد أيد مرشحهم اللواء جورج برينتون مكيلان الحرب ورفض المنبر، وقد ساعد لينكون غرانت بمزيد من القوات وجهز حزبه لتجديد دعمه لغرانت في المجهود الحربي وقد أنهى اعتقال شيرمان على مدينة أطلانطا في سبتمبر وأسر ديفيد فارغوتس على مدينة موبيل فترة التوتر الانهزامية  وتم تقسيم الحزب الديمقراطي بشدة وعلانية مع بعض القادة ومعظم الجنود للينكون؛ وعلى النقيض من ذلك، كان حزب الاتحاد الوطني متحداً ومنشطاً بينما قدم لينكون تحرير القضية المركزية وعرض الأحزاب الجماهيرية المشددة على الخيانة لأبناء الجزء الشمالي من الولايات المتحدة  وتم تجديد انتخاب لينكون بانتصار ساحق ليتولى جميع الولايات باستثناء ثلاث ولايات واستحق صوت 78٪ من أصوات اتحاد الجنود.
في الرابع من مارس 1865 ألقى لينكون خطاب تنصيبه الثاني وذكر أنه يعتبرها خسائر كبيرة على الجانبين ولكنها إرادة الله؛ ولخص المؤرخ مارك نول بأنها تصنف «ضمن القبضة الصغيرة لنصف النصوص المقدسة والتي كون بها الأميركيون مكانهم في العالم»  وقال لينكون:

### فترة حكم الحكومة الفدرالية للولايات الكونفدرالية الجنوبية
بدأت فترة حكم الحكومة الفدرالية للولايات الكونفدرالية الجنوبية خلال الحرب، حيث كان لينكولن ورفاقه يتطلعون للإجابة عن التساؤل حول كيفية إعادة دمج الولايات الجنوبية التي تم احتلالها، وعن كيفية تحديد مصائر قادة الكونفيدرالية والعبيد المحررين؛ بعد وقت قليل من استسلام لي طلب لواء من لينكولن إخباره عن كيفية التعامل مع المؤيدين المهزومين للاتحاد الأمريكي، فأجاب لينكولن: «اسمحوا لهم بالصعود بسهولة»، وتماشياً مع هذا الرأي قام لينكولن بقيادة المعتدلين بخصوص سياسة الحكم الفدرالي للولايات الكونفدرالية الجنوبية، وقد عارضه في هذا الجمهوريين المتطرفين تحت قيادة الجمهوري ثاديوس ستيڤينز والسيناتور تشارلز سمنر والسيناتور بينجامين ويد، وحلفاء سياسيين للرئيس في قضايا أخرى؛ وتصميماً على العثور على المسار الذي يضمن توحيد الأمة دون التفريط في الجنوب، حث لينكولن على أن تجرى انتخابات سريعة بشروط سخية طوال فترة الحرب، وفي رسالته المعلنة في منظمة العفو في الثامن من ديسمبر 1863، عرض العفو على الذين لم يعقدوا مكاتب كونفدرالية مدنية وعلى الذين لم يسيئوا معاملة سجناء الاتحاد والذين على استعداد لتوقيع قسم على الولاء.
نظراً لأن الولايات الجنوبية أُخضعت، كان يجب اتخاذ قرارات بشأن قياداتها ريثما يعاد تشكيل إدارتها. كانت ولايتي تينيسي وأركانساس ذات أهمية خاصة حيث عين لينكولن الجنرال أندرو جونسون والجنرال فريدريك ستيل كحكام عسكريين على التوالي. في لويزيانا طلب لينكولن من الجنرال ناثانييل بانكس أن يطور خطة تعيد حكومة الحكومة إذا وافق 10 % من المصوتين على ذلك. انتهز خصوم لينكولن الديموقراطيين هذه التعيينات لاتهامه باستخدام الجيش لضمان طموحاته وطموحات الجمهوريين السياسية. على جانب آخر، اتهمه المتطرفون بأن سياسته متساهلة كثيراً ومرورا سياستهم الخاصة (وثيقة وايد-داڤيس) في 1864. عندما نقض لينكولن الوثيقة انتقم المتطرفون برفضهم تعيين ممثلين منتخبين من لويزيانا وأركانساس وتينيسي.
تعيينات لينكولن صُممت لتسخّر فئات المعتدلين والمتطرفين للعمل سويّة. لشغل منصب ثاني رئيس القضاة في المحكمة العليا عيّن لينكولن مرشح المتطرفين سامون تشايس والذي اعتقد لينكولن أنه سيدعم التحرير وسياسة النقود الورقية.
بعد إعلان التحرر والذي لم يطبق في كل الولايات، لينكولن زاد الضغط على الكونغرس من أجل حظر العبودية في جميع أنحاء الدولة وذلك بتعديل الدستور. حيث أوضح لينكولن أن تعديلاً مثل هذا سيحسم الموضوع كله. وبحلول ديسمبر 1863، تم طرح مقترح لتعديل دستوري ينص على حظر العبودية تماماً في الكونغرس، ولكن هذه المحاولة فشلت بسبب عدم موافقة ثلثي النصاب في مجلس النواب 15 يونيو 1864. بعد ذلك تم طرح مقترح التعديل مرة أخرى كجزء من برنامج التكتل الجمهوري في انتخابات 1864. وبعد مناقشة طويلة في المجلس، تم تمرير المحاولة الثانية لتتم الموافقة بواسطة الكونغرس في 31 يناير 1865، وأرسلت لمجالس الولايات التشريعية للموافقة. بعد الموافقة الكاملة أصبح هذا التعديل هو الثالث عشر لدستور الولايات المتحدة الأمريكية في 6 ديسمبر 1865.
ومع اقتراب انتهاء الحرب، إعادة إعمار الجنوب في ظل رئاسة لينكولن أصبح مستمراً، إيماناً بأن الحكومة الفيدرالية لها المسئولية تجاه الملايين من الأحرار. وقع لينكولن على قانون السيناتور شارلز سمنر الخاص بمشروع ديوان تحرير العبودية الرسمي والذي أسسته مؤقتاً الوكالة الفيدرالية حيث صمم للتعرف على الاحتياجات الفورية للعبيد. القانون أعطى أرض مع عقد إيجار لمدة ثلاث سنين بالإضافة إلى الحق الشرعي لإمكانية الشراء للأحرار الرسميين. وأوضح لينكولن بان خطة لويزيانا لم تطبق لكل الولايات التي تحت الإعمار. وقبل اغتياله بفترة قليلة أوضح لينكولن بأن لديه خطة جديدة لإعادة إعمار الجنوب. المناقشات مع مجلسه الاستشاري كشفت بأن لينكولن جهز خطة تحكم عسكرية قصيرة المدى على الولايات الجنوبية، حتى يتم إعادة القبول بتحكم النقابيين الجنوبيين بها بحيث تكون تحت قيادتهم.

### إعادة تعريف الجمهورية والجمهوراتية
الأحرار الذين حرّروا في إعادة تعريف الجمهورية والجمهوراتية، كنتيجة لنجاح إعادة توحيد الولايات تم طرح اسم الدولة، حيث استخدم تاريخياً مسمّى «الولايات المتحدة»، في بعض الأحيان بصيغة الجمع «هذه الولايات المتحدة»، وفي مرات أخرى باستخدام صيغة المفرد دون أخذ القواعد النحوية بالاعتبار، وفي نهاية القرن التاسع عشر أدت الحرب الأهلية دوراً مهماً في هيمنة الصيغة المفردة لمسمى الدولة.
في السنوات الأخيرة، لفت المؤرخون من أمثال هاري يافا، وهيرمان بيلز، وجون ديقينز، وفيرنون بيرتون، وإريك فونر الانتباه إلى إعادة تعريف لينكولن لقيَم الجمهورية، كما في بدايات 1850م في الوقت الذي ركز فيه الخطاب السياسي على حرمة الدستور، تابع لينكولن تأكيداته نحو إعلان الاستقلال كأساس للقيم السياسية الأمريكية والتي أسماها «المرساة الكبرى» للجمهورية.
شدّد الإعلان الدستوري على الحرية والمساواة للجميع، وعلى النقيض من التسامح الدستوري للعبودية، تحول الأمر إلى مناظرة. وكما لخّص ديقينز فيما يتعلق بخطاب كوبر أونيون المؤثر في بدايات 1860م «منح لينكولن الأمريكان نظرة للتاريخ والتي عرضت مساعدة عميقة للرأي ومصير الجمهوراتية». حيث اكتسب موقفه قوّة كبيرة كنتيجة لتسليطه الضوء على الأساس الأخلاقي للجمهوري، بدلاً من تشريعاتها. وعلى الرغم من ذلك، وفي العام 1861م برّر لينكولن الحرب من حيث التشريعات (إن الدستور عقدٌ بين الأحزاب المختلفة، وما إن يخرج عليه حزبٌ واحد فإن على الأحزاب الأخرى أن توافق)، ومن ثم فإنه من الواجب الوطني أن يُضمن الطابع الجمهوري للحكومة في كل ولاية  في 2008 ذكر بيرتون أن جمهورية لينكولن نالها بالأحرار الذين حرّروا فيها.
وفي خطابه التنصيبي الأول في مارس من العام 1861م، كشف لينكولن عن طبيعة الديمقراطية. حيث استنكر الانفصال والفوضى، موضحاً أن حكم الأغلبية يجب موازنته بواسطة القيود الدستورية في النظام الأمريكي، حيث قال «يكبح جماح الأغلبية بواسطة الضوابط والقيود الدستورية، ودائماً تتغير بسهولة بالتغيرات المدروسة من أراء وميول الشعب، إنها السيادة الحقيقية الوحيدة للناس الأحرار».

## ما بعد الحرب
كان لينكون يميل إلى اتخاذ سياسة مرنة ومتسامحة نسبياً مع الولايات المهزومة، بخلاف الكثير من أعضاء حزبه الذين كانوا أكثر تطرفاً. أما بخصوص العبيد، فعلى الرغم من معارضته للعبودية وقضائه عليها بشكل كبير، إلا أنه لم يكن مؤمناً بالمساواة بين الأعراق، وكان يميل إلى الرأي القائل بإرسال السود المعتوقين إلى جزر الكاريبي أو سواحل أفريقيا حفاظاً على السلم الأهلي من وجهة نظره، وإن لم يقم عملياً بشيء في ذلك الصدد.

## ثورة الهنود الحمر

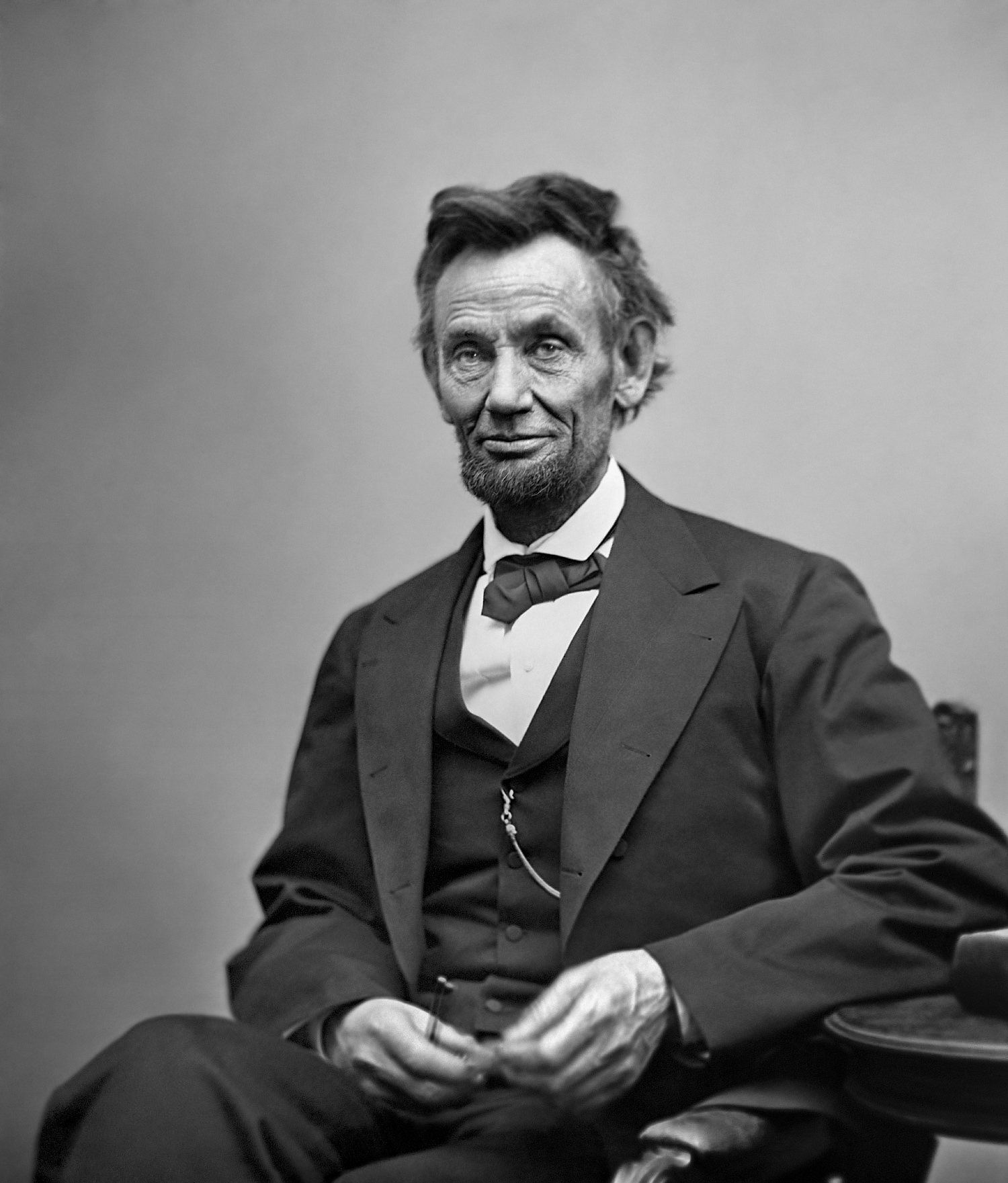
آخر صورة رسمية للرئيس أبراهام لينكون، التقطها الكسندر غاردنر بتاريخ 5 فبراير 1865.

حصلت في عهده ثورة لقبيلة السو الهندية في ولاية مينيسوتا في الشمال الغربي للبلاد، تم القضاء عليها وإعدام ما يقارب الثلاثمائة من الثوار بعد توقيع لينكون على قرار الإعدام.

### التشريعات الأخرى
التزم لينكولن بنظرية الرئاسة اليمينية التي أعطت الكونغرس المسؤولية الرئيسية لكتابة القوانين في حين وقعت مسؤولية تنفيذها على السلطة التنفيذية. اعترض لينكولن على أربعة قوانين فقط أقرها الكونغرس: أهم قانون هو قانون ويد-ديفيد مع برنامجه القاسي لإعادة الإعمار. في عام 1862، وقع على (قانون المنازل) الذي جعل ملايين الأفدنة من الأراضي التي تسيطر عليها الحكومة متاحة للبيع بأسعار منخفضة جداً. كذلك تم التوقيع على (قانون موريل لمنح الأراضي) في عام 1862 والذي نص على منح أراضي للكليات الزراعية في كل ولاية. (قانون سكة حديد المحيط الهادي) لعام 1862 و1864 قدم دعماً اتحادياً لبناء أول سكة حديد عابرة للقارات في الولايات المتحدة، والتي اكتمل بناؤها عام 1869  كان الإقرار على (قانون المنازل) و (قانون سكة حديد المحيط الهادي) ممكناً بسبب غياب أعضاء الكونغرس وأعضاء الشيوخ الجنوبيين الذين عارضوا تلك التشريعات في الخمسينات من القرن التاسع عشر.
تتضمن التشريعات المهمة الأخرى تتضمن لزيادة الإيرادات لأجل الحكومة الفدرالية: التعريفات (سياسة مع سابقة طويلة)، وضريبة الدخل الفدرالي الجديدة. وفي عام 1861، وقع لنكولن تعريفة موريل الثانية والثالثة، وقد أصبح القانون الأول في إطار جيمس بوكانان (James Buchanan). وفي نفس العام، وقع لنكولن على مرسوم الإيرادات لعام 1861، ووضع أول ضرائب دخل أمريكية. وأدى ذلك إلى ضريبة ثابتة بنسبة 3% من الدخل فوق 800 دولار (20,700 بالدولار الحالي). والذي تغير لاحقا بمرسوم الإيرادات عام 1862 إلى هيكل معدل تدريجي.
كما ترأس لنكولن مهمة توسيع نفوذ الحكومة الفدرالية الاقتصادية في مناطق عديدة أخرى. قدم إنشاء نظام البنوك الوطنية من قبل مرسوم المصارف الوطنية شبكة مالية قوية للبلاد. كما أنشأت أيضا العملة الوطنية. وفي عام 1862، أنشأ الكونغرس وزارة الزراعة بموافقة لنكولن. وفي نفس العام أرسل لنكولن الجنرال جون بوب (John Pope)، لإخماد «انتفاضة سو» في ولاية مينيسوتا (Minnesota). قدمت بتنفيذ أوامر 303 على سانتي داكوتا (Santee Dakota) المدان بقتل الأبرياء من المزارعين، أجرى لنكولن استعراضاً شخصيا لهذه الأوامر، وافق على 39 منها في نهاية الأمر (وقد أجل واحدة). وقد خطط الرئيس لنكولن لإصلاح السياسة الهندية الفدرالية.
فيما تلي خسائر غرانت (Grant) في حملته ضد لي (Lee)، كان لينكولن ينتظر اتصال إجرائي آخر لمشروع عسكري، لكن لم يحل أبداً. رداَ على الشائعات عن فرد، مع ذلك فإن محرري صحيفة عالم نيويورك ومجلة التجارة نشروا إعلان عن مشروع مزيف الذي أعطى فرصة للمحررين وغيرهم من العاملين في المطبوعات على احتكار سوق الذهب. كانت ردة فعل لينكولن بأنه أرسل أقوى الرسائل إلى وسائل الإعلام فيما يخص هذا التصرف، وأمر الجيش بحجز الورقتين. ودام الحجز لمدة يومين.
لينكولن"Lincoln" هو المسئول بشكل كبير عن تأسيس عطلة عيد الشكر في الولايات المتحدة. قبل رئاسة لينكولن، عيد الشكر، في حينها هي عطلة إقليمية في نيو إنجلاند (New England) منذ القرن 17، كانت قد أعلنت عنه الحكومة الاتحادية بشكل متقطع وفي تواريخ غير منتظمة. وكان آخر إعلان تم خلال فترة رئاسة الرئيس جيمس ماديسون (James Madison) قبل 50 عاماً. في عام 1863، أعلن لينكولن في آخر خميس في شهر نوفمبر في ذلك العام بأنه سيكون يوم عيد الشكر. في حزيران عام 1864، وافق لينكولن على منح اليوسمايت (Yosemite Grant) التي يسننها الكونغرس (Congress)، حيث وفرت حماية غير مسبوقة للمنطقة والتي تعرف الآن بمنتزه يوسيميتي الوطني.

### التعيينات القضائية

#### تعيينات المحكمة العليا
- ناوا هاينس سواين (Noah Haynes Swayne) عام 1862.
- صامويل فريمان ميلار (Samuel Freeman Miller) عام 1862.
- ديفيد دافيز (David Davis) عام 1862.
- ستيڤين جونسن فييلد (Stephen Johnson Field) عام 1863.
- سالمون پورتلند تشايس (Salmon Portland Chase) (رئيس المحكمة العليا) عام 1864.

أظهر لينكولن فلسفة في ترشيحاته للمحكمة العليا وهي «لا نستطيع سؤال أي شخص عن ماذا سوف يفعل، وإذا اضطررنا لذلك، واضطر هو للجواب، فيجب علينا ازدراءه. لذلك يجب علينا أخذ الأشخاص المعروفة آرائهم مسبقاً». عيّن لينكولن خمس قضاة للمحكمة الأمريكية العليا. ناوا هاينس سواين، رُشح في 21 يناير، 1862 وعيّن في 24 يناير من نفس السنة، واختير كمحامي مناهض للعبودية، وهو من دعاة الوحدة. وبالنسبة لصامويل فريمان ميلار فقد رشح وعين في 16 يوليو لسنة 1862 وكان من الداعمين لحملة لينكولن الانتخابية لعام 1860. أما ديفيد دافيز فكان مدير حملة لينكولن الانتخابية لعام 1860، رشح في 1 ديسمبر، 1862 وعين في 8 ديسمبر من نفس السنة، وقد عمل سابقاً كقاض في محكمة لينكولن لولاية إلينوي. ستيڤين جونسن فييلد، القاضي السابق في المحكمة العليا لولاية كاليفورنيا، رشح في 6 مارس لسنة 1863، وعين في 10 مارس من نفس العام. خلق تعيين فييلد في المحكمة العليا نوعاً من التوازن الجغرافي والسياسي بين القضاة باعتباره ينتمي للحزب الديمقراطي. أخيراً، رُشح سالمون بورتلند تشايس، والذي كان وزير الخزانة في حكومة لينكولن كرئيس للمحكمة العليا، وعُين في نفس اليوم في 6 ديسمبر 1864. كان لينكولن مؤمناً بإمكانيات تشايس وقدرته على دعم وإعادة بناء التشريعات وكان لتعيينه الأثر الإيجابي في توحيد الحزب الجمهوري.

#### التعيينات القضائية الأخرى
قام لينكون بتعيين 32 قاضي فدرالي، من بينهم أربعة قضاة معاونين وقاضي يعتبر كبير القضاة في المحكمة العليا للولايات المتحدة، و27 قاضيا تم تعيينهم في محاكم مقاطعات الولايات المتحدة. لم يقم لينكون بتعيين أي قاضي في دائرة المحاكم خلال الفترة التي قضاها في منصبه.

### انضمام الولايات إلى الاتحاد
انضمت فيرجينيا الغربية إلى الاتحاد في 20 يونيو 1863، والتي ضمت المقاطعات الشمال غربية السابقة لفرجينيا والتي فيما بعد انفصلت عن فيرجينيا بعد إعلان الكومنويلث انفصالها عن الاتحاد.
وكشرط لانضمام فيرجينيا الغربية للاتحاد، طلب إلغاء تدريجي للعبودية في الدستور.
نيفادا، والتي أصبحت ثالث ولاية في الغرب الأقصى من القارة، انضمت كولاية مستقلة في 31 أكتوبر 1864.

## اغتيال

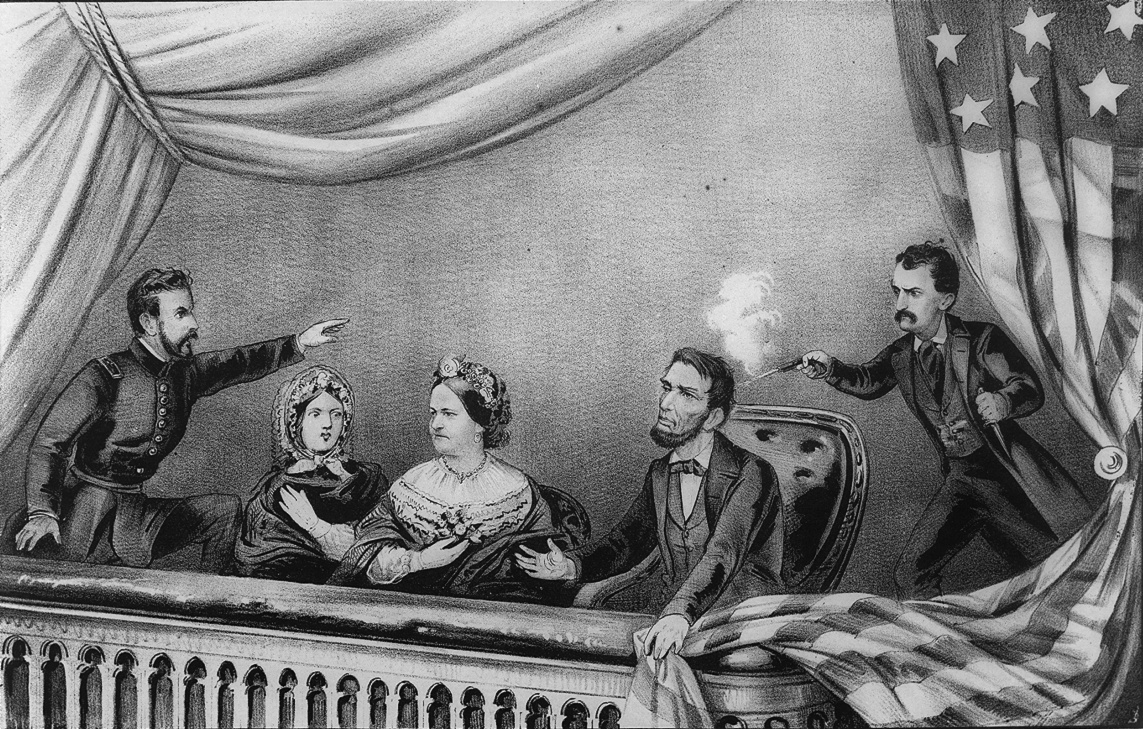
اغتيال أبراهام لينكون

وعلى الرغم من أنه لم ينضم إلى الجيش الكونفدرالي، إلا أن جون ويلكس بوث كان ممثلاً معروفاً وجاسوساً كونفدرالياً من ولاية ماريلاند، وقد قام باتصالات مع الاستخبارات الكونفدرالية.
في عام 1864، وضع بوث خطة (تشبه إلى حد بعيد خطة توماس آن كونراد سبق أن أذنت بها الكونفدرالية) لخطف لينكولن للمقايضة به من أجل الإفراج عن السجناء الكونفدراليين.
ولكن بعد حضوره خطاب لنكولن في 11 أبريل 1865 م دعم فيه حق السود بالتصويت، غضب بوث وتغيرت خططه وأصبح أكثر عزما على اغتيال الرئيس.
بعد علمه أن الرئيس مع السيدة الأولى ورئيس الاتحاد العام يوليسيس اس غرانت، ستحضر مسرح فورد، وضع بوث خطة مع المتآمرين لاغتيال نائب الرئيس اندرو جونسون، ووزير الدولة ويليام.
دون حارسه الأساسي، غادر -وارد هيل لامون- لينكولن لحضور مسرحية «ابن عمنا الأمريكي» يوم 14 أبريل. في حين اختار غرانت وزوجته في آخر لحظة السفر إلى فيلادلفيا بدلا من حضور المسرحية.
وغادر حارس لينكولن، جون باركر، مسرح فورد خلال الاستراحة للانضمام مع لنكولن للشراب في صالون ستار المقابل . وجلس الرئيس بدون حراسة في مكانه في الشرفة.
اغتناماً للفرصة، تسلل بوث من الخلف وعند حوالي 10:13 مساءً استهدف الجزء الخلفي من رأس لنكولن وأطلق النار من مسافة قريبة ليصيب الرئيس إصابة قاتلة، في تلك اللحظة تصدت الرئيسية هنري راثبون للحظات مع بوث، ولكن بوث طعنها وهرب.
بعد أن ظل هاربا لمدة 10 أيام، وجد بوث في مزرعة في ولاية فرجينيا، بمسافة أكثر من 70 ميلا (110 كم) إلى الجنوب من واشنطن، وبعد معركة قصيرة مع قوات الاتحاد، قتل بوث على يد الرقيب بوسطن كوربيت في 26 أبريل.
كان الطبيب تشارلز ليل - الجراح بالجيش - يجلس في مكان قريب في المسرح وقام بمساعدة الرئيس على الفور. وجد الرئيس لا يستجيب، وبالكاد يتنفس مع عدم وجود نبض ظاهر. لقد رأى أن الرئيس كان قد أصيب بطلق ناري في الرأس، وليس طعن في الكتف كما كان أصلًا يعتقد، وحاول إزالة تجلط الدم، وبعد ذلك بدأ الرئيس يتنفس بشكل طبيعي أكثر. أُخذ الرجل المحتضر عبر الشارع إلى بيت بيترسن. وبعد أن دخل في غيبوبة لمدة تسع ساعات، توفي لينكولن صباحاً في الساعة 7:22 يوم 15 أبريل. وسُئل وزير المشيخي فينس دينسمور غرلي لتقديم الصلاة، بعد ذلك حيا وزير الحرب ستانتون وقال «إنه منتمٍ للتاريخ الآن».
ثم أُصطحب جسد لينكولن المغطى بالعلم في المطر إلى البيت الأبيض، من قبل ضباط الاتحاد محسوري الرأس، في حين رنت أجراس الكنائس في المدينة. أدى الرئيس اندرو جونسون اليمين الدستورية في الساعة 10:00 صباحاً، بعد أقل من 3 ساعات بعد وفاة لينكولن. وُضع الرئيس الراحل في الغرفة الشرقية، ثم في بهو الكابيتول (Capitol Rotunda) في الفترة من 19 أبريل وحتى 21 أبريل. لرحلته النهائية مع ابنه ويلي، تم نقل الصناديق في الناقلة التنفيذية «الولايات المتحدة الأمريكية» ولمدة ثلاثة أسابيع كان القطار الخاص بجنازة لينكولن مزين برايات ذات لون أسود. كانت الرحلة بطيئة من واشنطن إلى سبرينغفيلد حيث توقفت الناقلة عند العديد من المدن في شمال ولاية إلينوي لأجل أن يشهد جنازته مئات الآلاف على نطاق واسع. وكذلك الكثير من الناس الذين تجمعوا في سباق تكريم غير رسمي مع فرق غنائية، بالمشاعل والترانيم. أو كتقديس صامت مع القبعات الموضوعة في اليد كما في موكب السكك الحديدية الذي مر ببطء.

## الاعتقادات الدينية والفلسفية

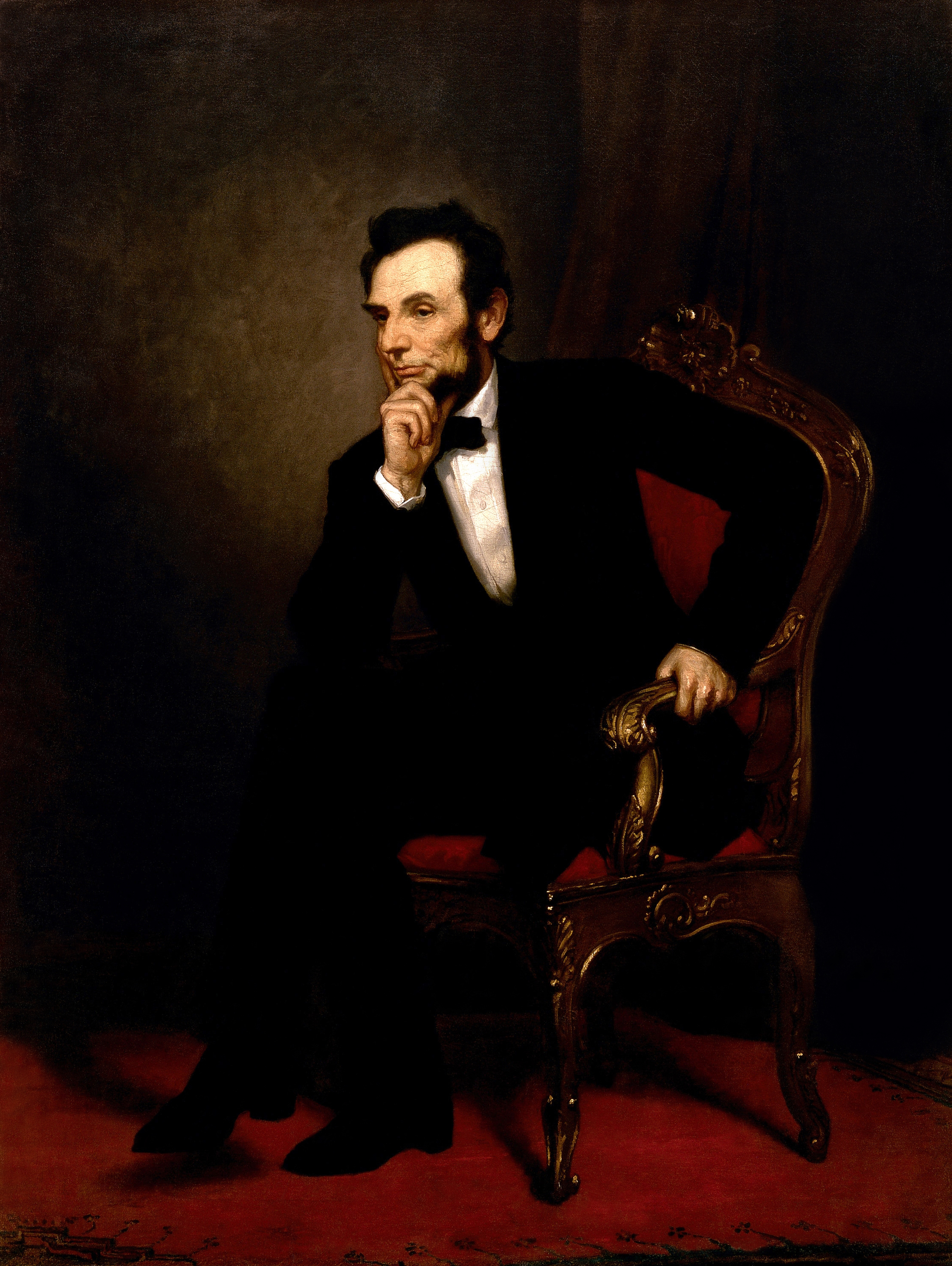
لينكون، رسمت بواسطة جورج بيتر الكسندر هيلي عام 1869

كان من الواضح أن لينكولن في شبابه كان مشككاً في الدين  أو كما ورد في سيرته أنه كان محطماً للرموز الدينية  وقد كان استخدامه المتكرر للغة الدينية والمجاز الديني لاحقاً قد عكس معتقداته الشخصية الخاصة أو ربما قد كان نصيحة للتقرب من جمهوره الذين كانوا غالباً من البروتستانت الإنجيليين ، ولم ينضم لينكولن أبداً لكنيسة مع أنه كان يزورها كثيراً مع زوجته  ولكنه كان مطلعاً بعمق على الإنجيل واقتبس منه وأشاد به ؛ وفي الأربعينات من القرن التاسع عشر اشترك بمذهب الضرورة وهو مذهب يؤكد على أن العقل الإنساني تسيطر عليه قوة أعلى؛ أما في الخمسينات من القرن التاسع العاشر اعترف لينكولن بالعناية الإلهية بشكل عام ونادراً ما استخدم اللغة الإنجيلية أو المجاز الإنجيلي، واحترم لينكولن الحكم الجمهوري للقسيسين المؤسسين وبجلهم تبجيلاً دينياً  ؛ وعندما عانى لينكولن من موت ابنه إدوارد اعترف بشكل متكرر باحتياجه إلى أن يعتمد على الإله  وقد يكون موت ابنه ويلي في فبراير عام 1862 هو ما جعل لينكولن يتجه للدين للعزاء ولإيجاد الأجوبة ، وبعد موت ويلي فكر من وجهة نظر إلهية لماذا كانت قسوة الحرب ضرورية؛ وفي ذلك الوقت كتب لينكولن أن الإله «كان يستطيع أن يحفظ أو يدمر الاتحاد بدون صراع إنساني ومع ذلك بدأ وبكون ذلك الصراع قد بدأ كان يمكن للإله أن يعطي النصر النهائي لأي فريق وفي أي يوم ومع ذلك الصراع مازال متواصلاً» ؛ ونقل عن لينكولن أنه قال لزوجته ماري في مسرح فورد في اليوم الذي اغتيل فيه أنه يرغب بزيارة الأرض المقدسة.

## السمعة التاريخية
في استطلاعات للرأي قام بها متخصصين لتصنيف الرؤساء من الأربعينات من القرن التاسع عشر حاز لينكولن باستمرار على إحدى المراتب الثلاث الأولى، وغالباً يكون في المرتبة الأولى ، وفي دراسة أجريت عام 2004 لوحظ أن المتخصصين في مجال التاريخ والسياسة أعطوا لينكولن المرتبة الأولى بينما متخصصوا القانون قد وضعوه في المرتبة الثانية بعد واشنطن؛ وفي جميع استطلاعات الرأي الرئاسية التي أجريت منذ عام 1948 تم تصنيف لينكولن في المراتب العليا في معظم الاستطلاعات شليزنجر 1948 وشليزنجر 1962 واستطلاع موراي بلسينق 1982 واستطلاع شيكاغو تريبيون عام 1982 واستطلاع شليزنجر 1996 واستطلاع سي سبان 1996 واستطلاع رايدينق-ماكيفر 1996 واستطلاع تايم 2008، واستطلاع سي سبان 2009؛ وبشكل عام فإن أفضل ثلاثة رؤساء حسب التصنيف هم أولاً لنكولن وثانياً جورج واشنطن وثالثاً فرانكلين روزفلت، وبالرغم من أن لينكولن و واشنطن وروزفلت قد يكون الترتيب بينهما معكوساً أحياناً.
اغتيال الرئيس لينكولن صنع منه شهيداً وطنياً ووهبه تقديراً أسطورياً نسبياً ولطالما نُظر إلى لينكولن كبطل في حرية الإنسان بعدما ألغى عقوبة الإعدام، ويربط الجمهوريون اسم لينكولن بحزبهم والكثير وليس الجميع في الغرب اعتبروا لينكولن كأسم للقدرة الخارقة.
وقد جادل شوارتز أن شهرة لينكولن زادت ببطء في نهاية القرن التاسع عشر حتى عصر التحرر مابين 1900 و1920 حيث ظهر كأحد الأبطال المبجلين في التاريخ الأمريكي بموافقة حتى من البيض الجنوبيين. كانت القمة في 1922 بإهداء تمثال لينكولن في المول في واشنطن. في the new dealera لم يبجل الليبراليون لينكولن لأنه رجل كوّن نفسه أو لأنه رئيس حربي عظيم بل لأنه كان كالمحامي عن الرجل العام والذي كان وبدون شك يدعم دولة الرفاهية. في سنوات الحرب الباردة تحولت صورة لينكولن لتؤكد رمز الحرية الذي جلب الأمل لهؤلاء الذين اضطهدوا بواسطة الحكم الشيوعي.
بحلول السبعينات 1970 أصبح لينكولن بطلاً بالنسبة للسياسيين المحافظين  لوطنيته الشديدة ودعمه للمشاريع التجارية وإصراره على إيقاف انتشار العبودية وعمله بمبادئ لوكرين وبوركين نيابة عن الحرية والتقاليد ولإخلاصه لمباديء الآباء المؤسسين. كناشط يميني كان لينكولن متحدثاً رسمياً لفوائد المشاريع التجارية، مفضلاً للتعريفة المرتفعة والبنوك والتطوير الداخلي وسكة الحديد بمقابل الديموقراطيين الزراعيين.
ويليام س هاريس وجد أن تبجيل لينكولن للآباء المؤسسين والدستور والقوانين الدارجة تحته والحفاظ على الجمهورية ومؤسساتها ساندت وقوت محافظيته (التزامه بمباديء حزب المحافظين).
أكد جايمس ج راندال على تسامحه خصوصاً تفضيله للتقدم المنظم وعدم ثقته في الانفعالات الخطيرة وتردده تجاه مشاريع الإصلاح (السيئة التخطيط). وختم راندال بأن لينكولن كان متحفظ في تجاهله التام لذلك النوع المسمى راديكالي (متطرف) الذي يتضمن التعسف ضد الجنوب وكراهية ملاك العبيد والتعطش للانتقام والتآمر الحزبي والمطالب الشحيحة لتحويل المؤسسات الجنوبية فجأة للدخلاء.
في نهاية عام 1960 م، كانت لدى الليبراليون أمثال المؤرخ ليرون بينيت أفكار أخرى، خصوصاً فيما يتعلق بنظرة لينكولن للقضايا العنصرية. حصل بينيت على اهتمام واسع عندما سمى لينكولن بالأبيض المؤمن بتساوي الأجناس في 1968 م  ولاحظ استخدام لينكولن للشتائم العرقية، عندما أطلق نكات ساخرة على السود، مصراً على معارضة المساواة المجتمعية، ومقترحا إرسال العبيد المحررين إلى دول أخرى. رد المناصرون أمثال المؤلفين ديرك وكاشين بان ليكولن لم يكن سيئا بقدر السياسيين،  وبأنه ذو رؤية بصيرة أخلاقية وأنه وبحذاقة قدم المطالب بإلغاء العبودية بقدر السرعة المطلوبة سياسياً. ابتعد التركيز عن لينكولن المحرر إلى النقاش بأن السود حرروا أنفسهم من العبودية. أو على الأقل كانوا مسئولين عن الضغط على الحكومة للتحرير. كتب المؤرخ باري شوراتز في عام 2009 م بأن صورة لينكولن لدى الناس تدهورت وتآكلت وتضاءلت مكانتها وأصبحت محل سخرية في نهاية القرن العشرين. وفي الجهة المقابلة، عبر دونالد عن رأيه في سيرته الذاتية بأن لينكولن كان موهوباً بشكل واضح في سماته الشخصية فيما يسمى بالقدرات العكسية، والتي أظهرها الشاعر جون كيتز وأرجعها إلى القادة الاستثنائيين الذين «اقتنعوا وسط عدم التأكد والشكوك ولم يجبروا على حقيقة أو سبب».

## النصب التذكارية

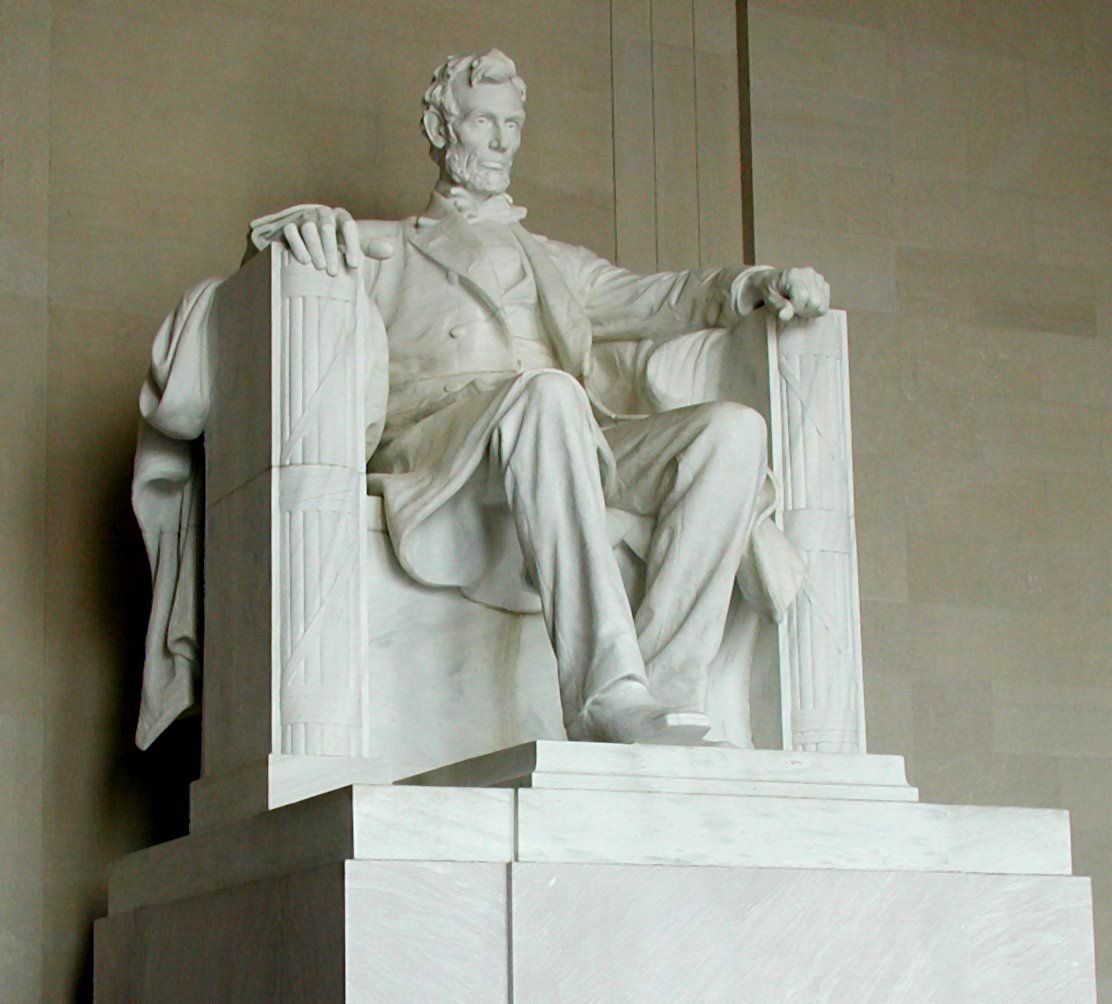
تمثال أبراهام لينكون الواقع في العاصمة الأمريكية واشنطن قبالة مقر الكونغرس

تظهر صورة لينكولن على البنس وعلى الدولار الأمريكي فئة 5 دولارات. كما تظهر صورته على العديد من الطوابع البريدية. وقد أحيت ذكراه بإطلاق اسمه على العديد من الضواحي والمدن والمقاطعات  من ضمنها عاصمة ولاية نيبراسكا.
يُعد النصب التذكاري للنكولن الواقع في العاصمة واشنطن والمنحوت على جبل راشمور الأكثر شهرة وزيارة. وفي أماكن ليست ببعيدة عن قبر لينكولن، بالتحديد في سبرينغ فيلد في ايلينويس، يقع مسرح فورد ومنزل بيترسن (حيث توفي) ومكتبه ومتحف الرئيس ابراهام لنكولن.

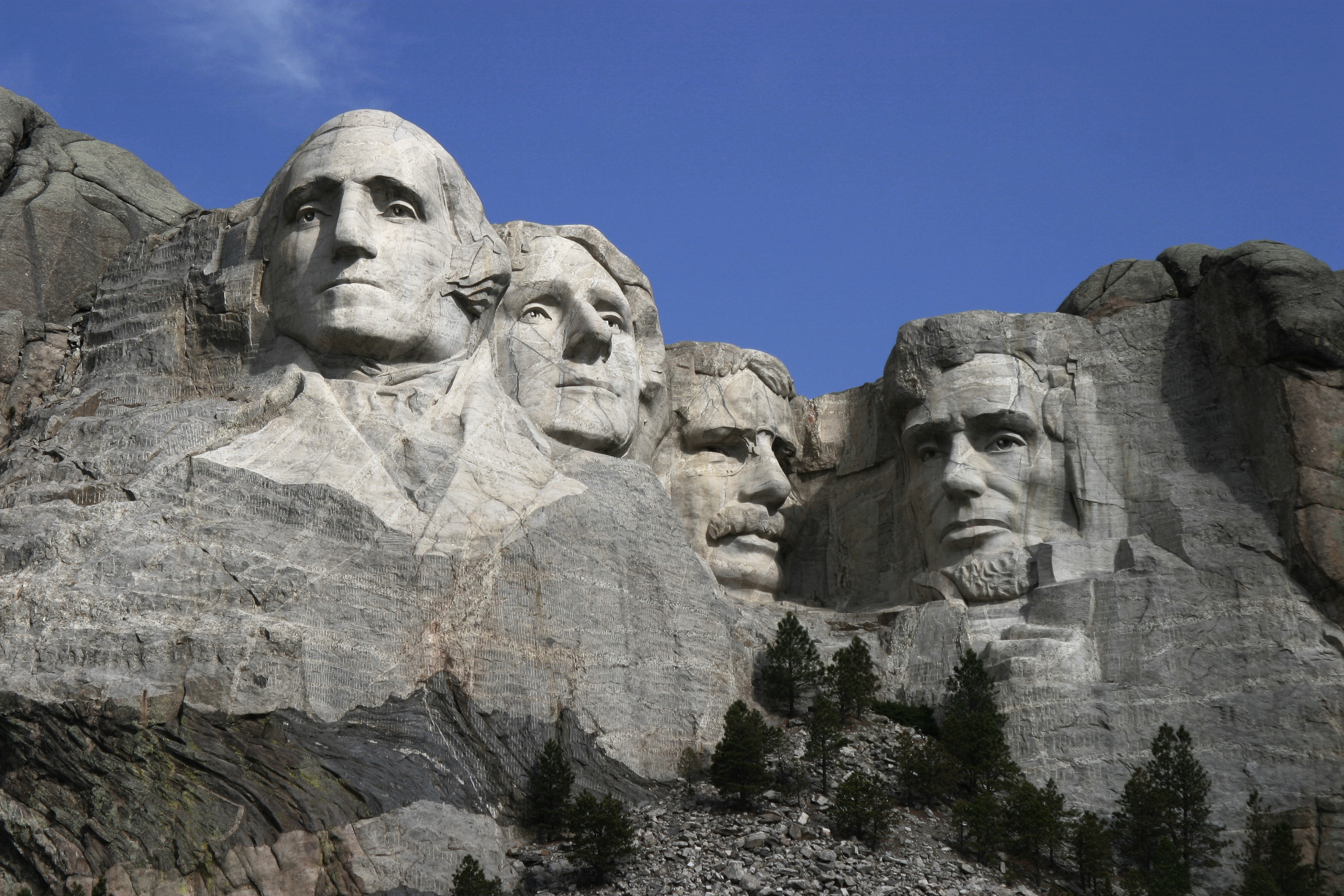
جبل راشمور والذي نحت عليه رؤوس 4 من أهم رؤساء الولايات المتحدة الأمريكية.

يقول باري شوارتز (Barry Schwartz)، وهو عالم اجتماع تخصص في دراسة الذاكرة الثقافية لأميركا، أنه في فترة الثلاثينات والأربعينات من القرن الماضي، كانت ذكرى أبراهام لنكولن مقدسة فعلياً، وقدمت للأمة «رمزاً أخلاقياً وملهماً في توجيه الحياة الأميريكية.» ويضيف باري شاورتز أيضاً أنه خلال فترة الكساد الكبير، خدم لينكولن «كوسيلة لرؤية خيبة الأمل في العالم، لجعل معاناته لا يمكن تفسيره بقدر ذا مغزى.» فعندما كان فرانكلين روزفلت (Franklin D. Roosevelt) يعد أمريكا للحرب العالمية الثانية، كان يستخدم العديد من عبارات رئيس الحرب الأهلية، أبراهام لينكولن، لتوضيح التهديد الذي تشكله ألمانيا واليابان. أما الأميركيون فكانوا يتساءلون «ماذا كان سيفعل لينكولن؟». ويجد أيضاً أنه منذ الحرب العالمية الثانية فقدت القوة الرمزية للينكولن أهميتها، وأن «تلاشي البطل هو من أعراض تلاشي الثقة في العظمة الوطنية». ويشير بذلك إلى أن فترة ما بعد الحداثة والتعددية الثقافية خففت من العظمة كمفهوم.

### العملات والطوابع البريدية

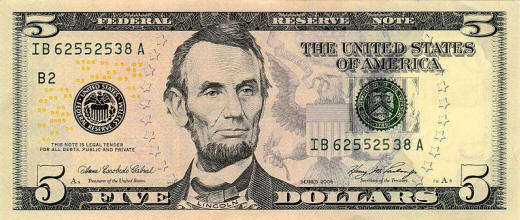
عملة ورقية من فئة 5 دولارات تحتوى على صورة أبراهام لينكون
عملة معدنية من فئة 20 دولار تحتوي صورة الرئيس الأمريكي.
عملة معدنية فضية أمريكية عام 2009 عليها صور الرئيس الأمريكي.
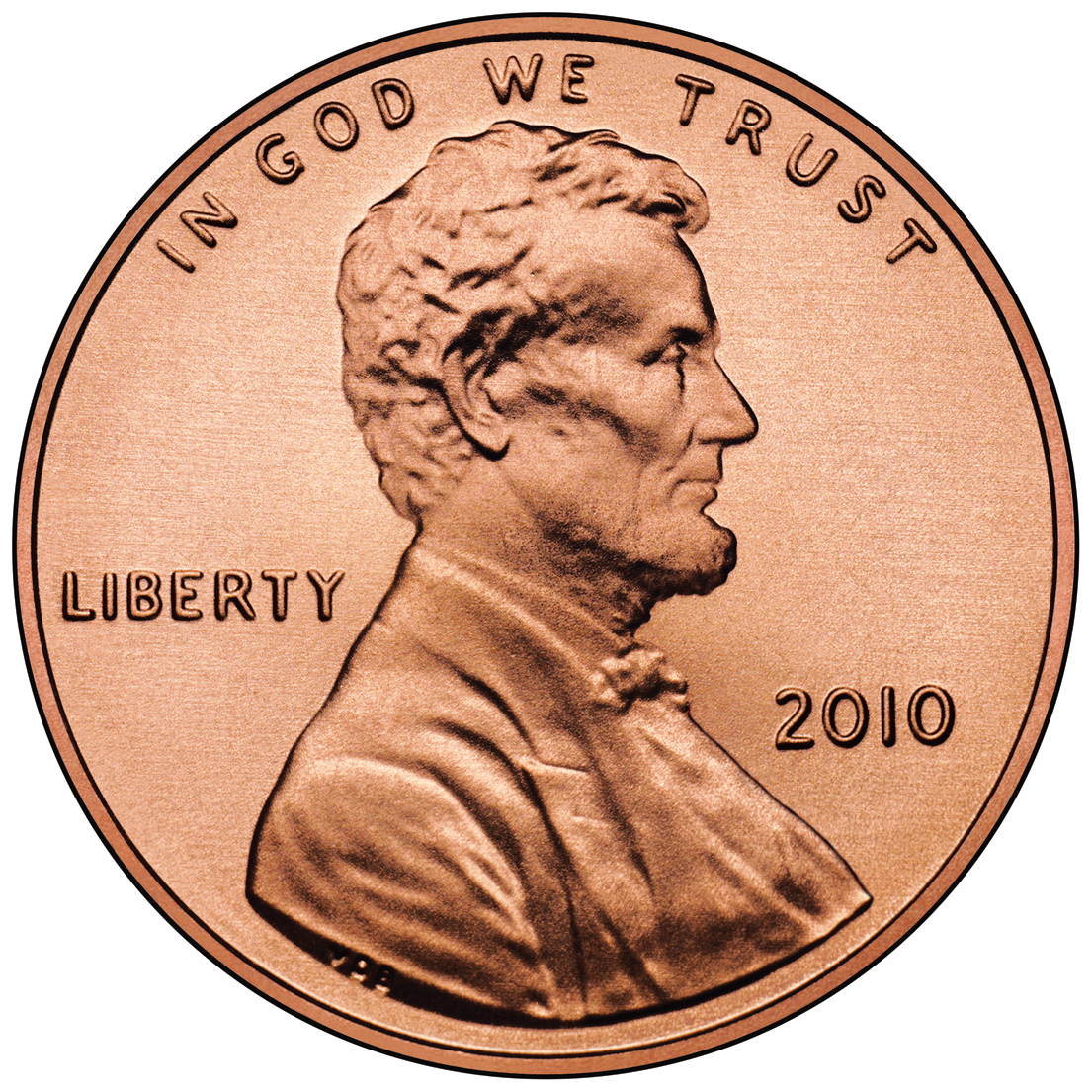
سنت أمريكي إصدار 2010 عليه صورة الرئيس الأمريكي.
عملة أمريكية ذهبية عليها صورة الرئيس الأمريكي.
عملة رمزية عليها صورة الرئيس الأمريكي.
عملة ذهبية إصدار خاص عليها صورة الرئيس الأمريكي.
75 بيزيتا فضية عليها صورة الرئيس الأمريكي.
سنت أمريكي واحد عليه صورة الرئيس الأمريكي.

## وصلات خارجية
- أبراهام لينكون على موقع IMDb (الإنجليزية)
- أبراهام لينكون على موقع الموسوعة البريطانية (الإنجليزية)
- أبراهام لينكون على موقع روتن توميتوز (الإنجليزية)
- أبراهام لينكون على موقع ميوزك برينز (الإنجليزية)
- أبراهام لينكون على موقع أول موفي (الإنجليزية)
- أبراهام لينكون على موقع إن إن دي بي (الإنجليزية)
- أبراهام لينكون على موقع ديسكوغز (الإنجليزية)
- أبراهام لينكون على موقع كينوبويسك (الروسية)
- وثائقي عن حياة وسياسة أبراهام لينكون على يوتيوب - الجزيرة الوثائقية.
- نسخة الكتاب المقدس التي أدى لينكولن عليها القسم